# 森林砍伐

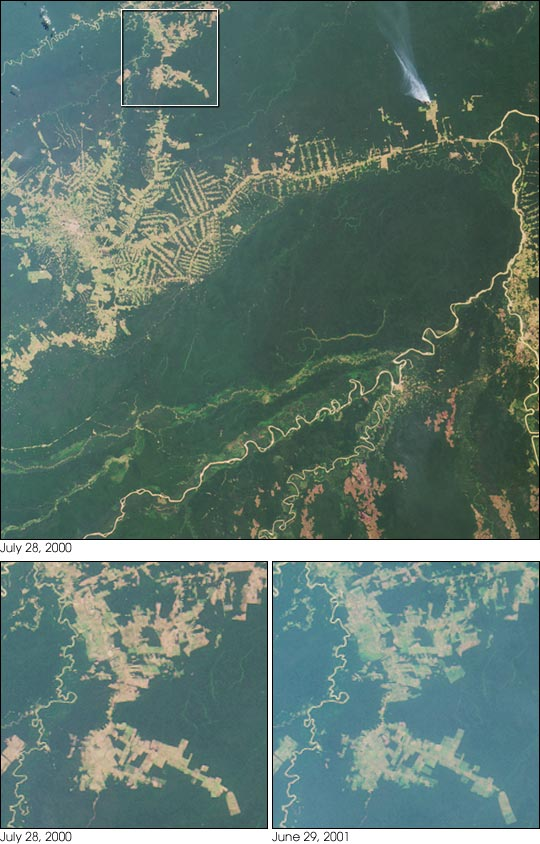
2000年6月28日NASA的Terra衛星在巴西里約布蘭科附近觀察到的森林開伐行為

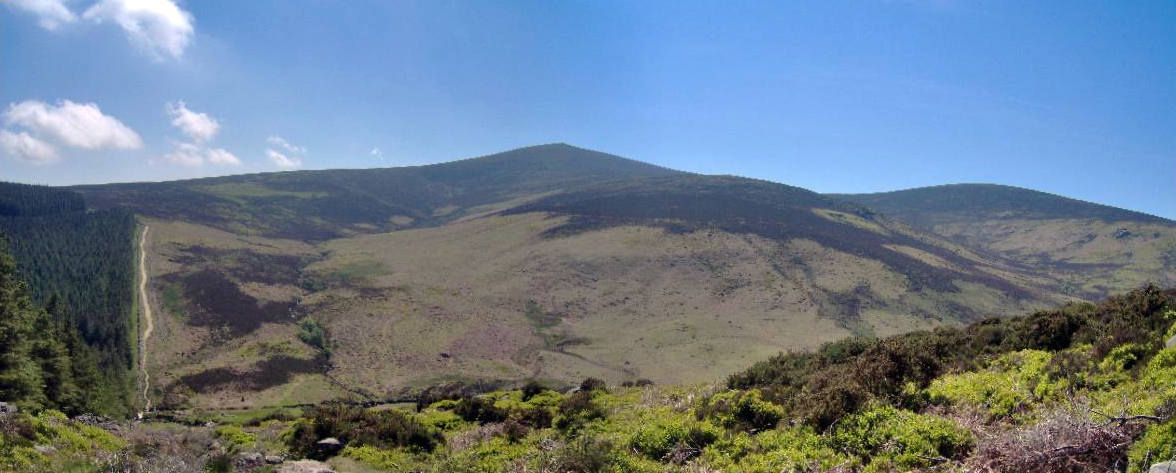
Djouce山與其他許多在愛爾蘭的山一樣，森林在17、18世紀時都被有系統的砍伐拿去造船

森林砍伐，或稱森林開伐、去森林化（Deforestation）、森林破壞，意為人為的將森林地轉成耕地、牧場、城市等非森林用途的行為。一般來說，森林開伐會造成環境退化和物種多樣性的減少。許多國家還在進行森林開伐，造成了氣候變遷和地理環境的改變。因為森林砍伐後沒有足夠的造林，結果破壞水土、氣候變遷、物種多樣性減少和生活品質的下降。
自19世紀中期，約在1852年之後，地球已經經歷了前所未有的森林破壞。歐洲的森林正在被酸雨侵蝕，而西伯利亞的森林非常大的地區自從蘇聯瓦解之後就被轉成耕地。在過去20年，阿富汗已經失去了超過70%的森林然而全世界的熱帶雨林破壞所造成的影響（諸如物種多樣性）最為突出，彷彿正在進行中的全新世大滅絕。根据联合国粮农组织的报告，全球森林面积正以每年减少730万公顷的速度消失，非法采伐是森林消失的主要原因。目前全球森林面積總計約40.6 億公頃（占地球陸地面積31%），且正在縮減，熱帶地區尤甚。
沒做充足的林地復育就砍伐樹木，將破壞棲息地、減少生物多樣性、造成乾旱。觀察目前狀況和過去化石記錄就能發現，森林砍伐造成了物種滅絕、氣候條件改變、沙漠化、人們流離失所，森林砍伐也會減少大氣二氧化碳裡的生物性碳封存（biosequestration）當量，增強負循環導致全球暖化。全球暖化又反過來造成那些為了食物無虞而砍伐森林發展農業的居民們更大壓力，全面地導致耕地減少。通常這些區域都難免產生嚴重的環境問題，例如過度的土壤侵蝕和退化成荒地。
人類糧食系統的復原能量及適應未來變化的能力都與生物多樣性息息相關—例如耐旱灌木和樹種有助於防治荒漠化，森林裡棲息的昆蟲、蝙蝠和鳥類可以替農作物授粉，山地生態系的樹木因扎根深廣可以防止水土流失，沿海地區的紅樹林可以緩衝洪水氾濫。由於氣候變化讓糧食系統面臨更大的風險，森林具有的碳捕捉儲存及氣候緩解作用，對農業就愈形重要。

## 森林的定義
要定義什麼是森林並不容易，因為森林型態包羅萬象，緯度、溫度、降雨模式、土壤成分和人類活動等都是相關因素。除了具體因素，定義往往取決於誰在下定義。生活在不同區域的人可能會以截然不同的方式來認定森林；商人、經濟學家、林務員、農民或鳥類學家各自的評估與定義也天差地別。研究發現世上還在使用的森林定義超過800種，在不同領域出於不同目的就會有不同定義。用植物物理特徵（例如樹冠）來進行定義，最有可能用來評估森林範圍；植物的生物學特性則適合用來區分不同類型的森林。:6
聯合國糧食及農業組織（FAO）使用的森林定義為：樹木高度最少5米、樹冠在地面上產生密集陰影所覆蓋的區域達10%以及森林面積至少有0.5公頃。因此城市公園、果園和其他農作物都不算森林。根據這個定義，目前全球只有40億公頃的森林，覆蓋約30%的陸地面積。FAO 2009年的定義雖然區分了開放及封閉森林（樹冠覆蓋率達40%以上），卻沒有區分原始森林、次生林、退化林地、病害森林及人造森林等複雜情況，影響到森林砍伐的評估。:7, 9 到了2020年，FAO沿用前述定義，並在森林覆蓋土地之外，納入樹木覆蓋土地（包含城市中的樹木、果園、棕櫚、混合林等），並針對森林特徵區分出天然林（細分為原始林和次生林）和人工林（細分為人工造林和其他人工林）。:11-15
聯合國氣候變化綱要公約（UNFCCC）的定義略有不同，它要求各國自行用其定義來估算森林面積，並記錄在該國溫室氣體清單報告中。:7-8從《京都議定書》之補充報告看來，工業國家的森林定義閾值為：成熟樹木高度最少2～5米、樹冠覆蓋區達10～30%以及森林面積最少達0.01-1.0公頃。
聯合國環境署（UNEP）的定義標準也不同，例如樹冠覆蓋區域最少要達40%。並用遙感技術來測量跨國家的森林區。根據UNEP評估，1995年全球約有28.7億公頃封閉森林，佔全球陸地面積21.4%。:8-9
森林砍伐及森林退化是不同的概念。森林砍伐指的是徹底及永久地消除森林區域，直接造成森林覆蓋面積的減少，換言之，如果能連續地維持森林覆蓋率（例如以森林管理為優先目標來利用森林），就不構成森林砍伐。另一方面，森林退化則不涉及森林面積減少，而著重在森林狀況的質量下降，例如生物多樣性減少、森林結構遭破壞及功能不完整。:xvi-xvii

## 歷史背景（1970年起）

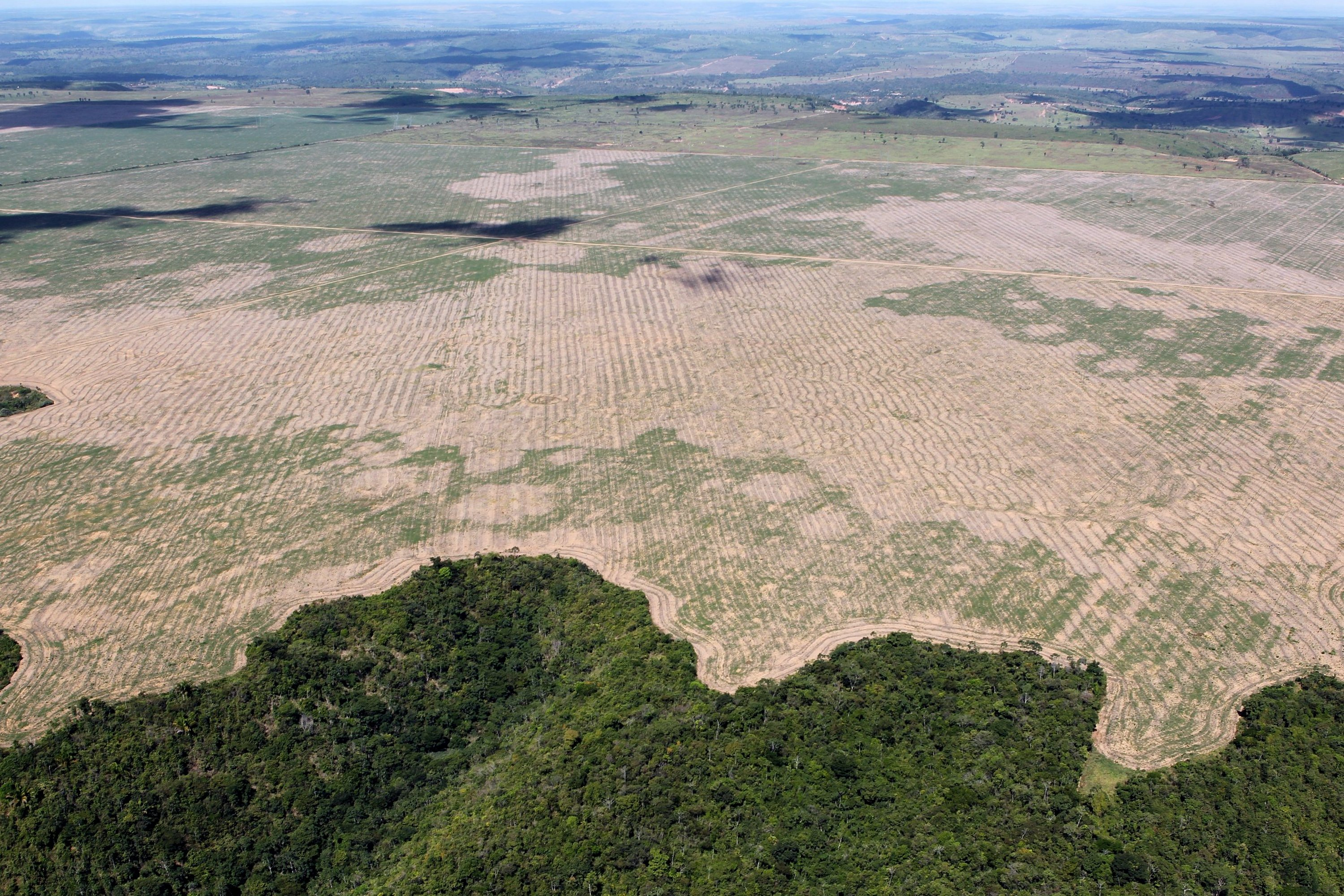
2016年亞馬遜雨林的森林砍伐狀況，巴西马拉尼昂州

聯合國糧食及農業組織估計1990年至2020年間，全球森林碳儲量下降0.9%，樹木覆蓋率下降 4.2%。:16, 52同期的歐洲（包括俄羅斯）森林碳儲量從158.7 Gt（千兆噸）增加到172.4 Gt。北美洲從136.6 Gt增加到140 Gt。而非洲卻從94.3 Gt下降到80.9 Gt，南亞及東南亞從45.8 Gt下降到41.5 Gt，大洋洲從33.4 Gt下降到33.1 Gt，中美洲從5 Gt下降到4.1 Gt，南美洲從161.8 Gt下降到144.8 Gt。:52政府間氣候變化專門委員會（IPCC）表示對於全球森林是否正在萎縮的意見不一，並引用研究報告《氣候變化和土地 》說明1982年至2016年間樹木覆蓋率增加了7.1%:367，雖然熱帶地區的地上生物碳儲量下降，但是溫帶和北方森林的碳儲量都增加，所以全球碳儲量為正成長。:385
導致森林遭全面砍伐或零碎開墾並連帶影響森林生物多樣性喪失，主因依舊是農業開發。2000年至2010年間，40%熱帶森林開墾被用來進行大規模貿易農業（養牛、種植大豆及油棕為主），而當地自給農業佔33%。:10-11砍下樹木可當成建材、木料或燃料（木炭或木柴），清空土地則用作牧場或農場。絕大多數伐林以遂行之農業活動還享有政府農業補貼。忽視森林附加價值、管理疏忽和環境法規不完備都是導致大規模毀林的因素。無論是自然發生或人為造成，毀林都是許多國家長期存在的問題。2000年至2012年間，全球有230萬平方公里的森林被砍伐，而持續毀林及林地退化的速度驚人，不斷加劇生物多樣性的喪失。:12-14

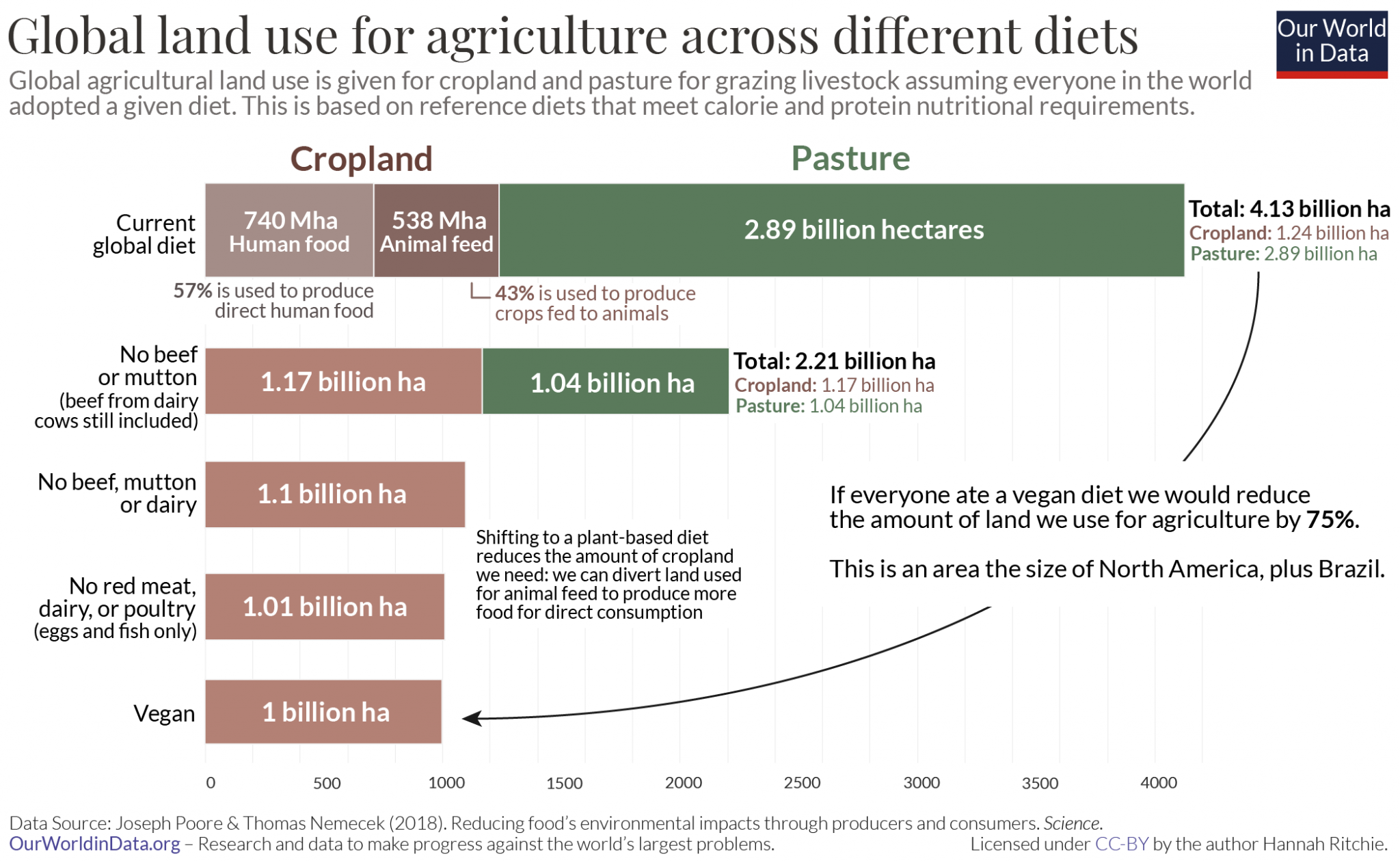
不同飲食將改變全球農業土地使用結構，如果全世界人口都採用純素飲食，可節省75%全球農業用地，面積約為北美洲加上巴西（差異量92%來自畜牧業）。

新興國家對於熱帶和亞熱帶森林的砍伐更劇烈。熱帶雨林孕育了世界上超過一半的陸地動物與植物物種。地球上原有1,600萬平方公里的熱帶雨林，在大量砍伐後只剩下620萬平方公里（減少61%）。亞馬遜雨林中每分鐘都有一個足球場大小的區域被清空，面積總計約5,500萬公頃，多數用於畜牧業。光2018年就有超過360萬公頃的原始熱帶雨林消失，主因是為了生產牛肉供消費，大約80%的土地開發都是為了飼養牛隻。自1970年以來，被砍伐的亞馬遜雨林土地91%都成為養牛場。全球每年樹木淨減量估計約為100億棵。根據《2020年全球森林資源評估 》，2000-2010年間森林面積年平均淨損失為470萬公頃，2015-2020年間，全球年平均森林砍伐面積為1,000萬公頃。自1990年算起，地球已經失去了1.78億公頃森林，相當於利比亞國土面積。:XI-XII
2020年《科學報告》上的研究指出，如果以目前速度繼續砍伐森林，可能會在未來20至40 年內造成人類完全滅絕。報告結論是：就統計角度看來......在最樂觀的情況下，人類文明存續的機率不到10%。為了避免文明崩壞，人類應該從「經濟導向的生活方式」轉型成「文化社會」，即生態系統的整體利益優先於系統組成分子的個別利益，最終方能符合全體的公共利益。
37個國家與150多個團體組織於2014年簽署《紐約森林宣言》，自願承諾2020年前將森林砍伐率減半，2030年要停止所有砍伐。但是該協議不具法律約束力，而且巴西、中國和俄羅斯等關鍵國家都沒有簽署，事後看來《紐約森林宣言》以失敗告終，2014年到2020年森林砍伐不只沒減少反倒增加。2021年11月，141個國家（佔了全球約85%的原始熱帶雨林和90%森林覆蓋率）在COP26氣候峰會上簽署《格拉斯哥森林與土地利用領袖宣言》，承諾在2030年前停止森林砍伐並把樹木種回來，還答應投入約192億美元的資金。相較於《紐約森林宣言》，2021年的宣言增加了巴西和許多其他先前未簽署的國家，但有些森林砍伐率高的指標國家（包括馬來西亞、柬埔寨、寮國、巴拉圭和緬甸）還是沒有簽署。加上《格拉斯哥森林與土地利用領袖宣言》是在聯合國氣候變化綱要公約的架構外簽訂的，因此和《紐約森林宣言》一樣不具法律約束力。2021年11月，歐盟執行委員會擬定一項法律草案，要求企業證明銷往歐盟4.5億消費者的農產品與森林砍伐無關，包括牛肉、木材、棕櫚油、大豆、咖啡和可可。

## 原因

2000-2010年各地區森林破壞和退化的驅動因素。—摘自聯合國糧食及農業組織《2020年世界森林狀況（精簡版）》〈森林、生物多樣性和人們〉

聯合國氣候變化綱要公約秘書處說森林砍伐最具壓倒性的直接原因就是農業。森林砍伐中自給農業佔了48%、貿易農業佔32%、伐木佔14%、薪柴佔5%。

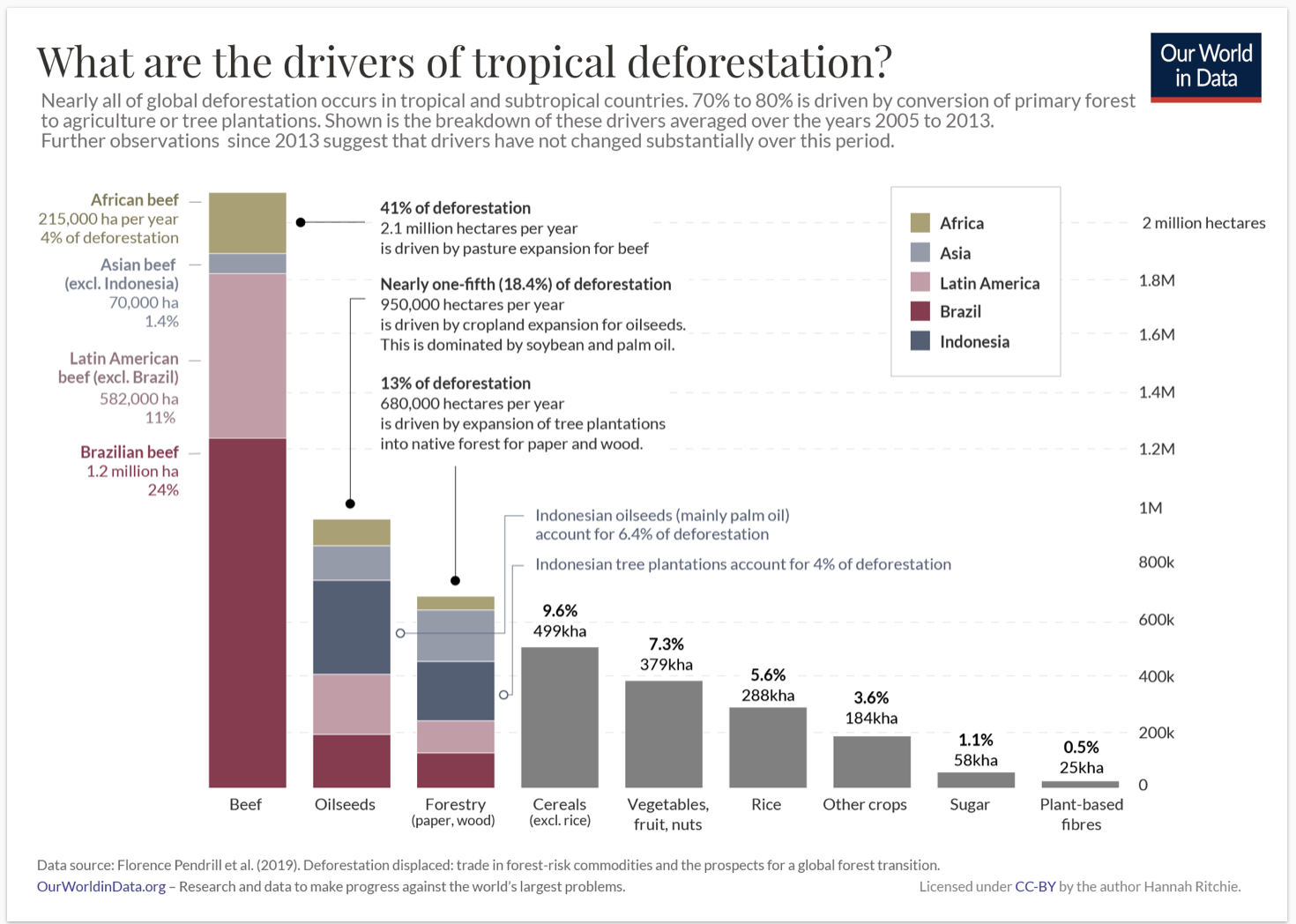
20世紀以來，全世界每年損失約500萬公頃的森林，幾乎都發生在熱帶地區。約50%森林砍伐出於巴西和印尼，四分之三是由農業帶動。41%森林砍伐是為了生產牛肉；棕櫚油和大豆佔18%；造紙和林業佔13%。對於少數的森林砍伐國家來說，這些產業是經濟命脈。

到底為了產業而伐木是不是全球森林破壞的重要因素，專家們則無共識。有人認為窮人更可能砍伐森林，因為他們別無選擇；有人認為富人才是元兇，因為窮人沒有能力支付伐林所需的人力物力。研究發現，當地高生育率導致人口增加只佔熱帶森林砍伐主因8%。
現今森林砍伐的原因可能還有政府機構的貪瀆、不公平的財富及權力分配、人口成長與過多、都市化。全球化常被當成森林砍伐的根本原因，不過全球化新注入的勞動力、資本、商品和觀念有時也促進了當地的森林復原。
另一個破壞森林的原因是氣候變化。23%森林面積損失乃森林火災和氣候變化所致，其頻率和規模都在增加。氣溫上升導致了大規模野火，尤其是在北方針葉林帶，可能是森林結構變化的關係。
聯合國糧農組織發現「當地人口增長對於森林破壞來說已經從關鍵因素變成無關緊要」，森林砍伐的原因很可能是「人口壓力加上經濟、社會及科技發展停滯的綜合作用」。

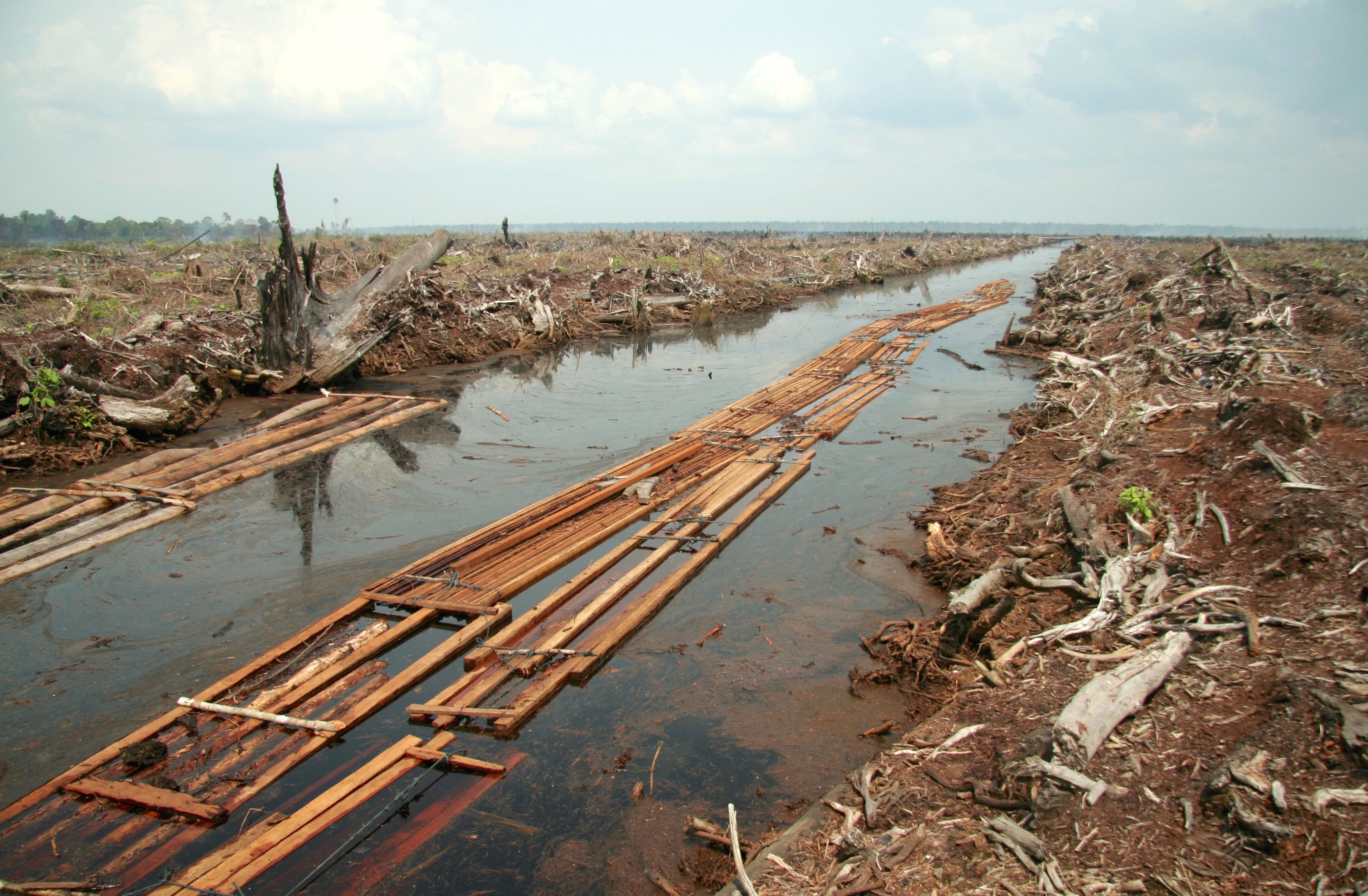
印尼蘇門答臘廖內省上丁機宜縣泥炭沼澤森林最後一批被砍伐的木材，此處伐林是為了種植油棕。

從經濟激勵措施的角度來看森林生態系統的退化，開發森林似乎比保護森林更有利可圖。 森林的許多重要功能沒有市場，對於森林地主或依賴森林維生的居民來說，也就沒有現實的經濟價值。站在開發中國家的角度，森林可儲存碳化合物及孕育生物多樣性的好處幾乎都被已開發國家給佔了，犧牲開發利益換來碳匯及生物多樣性卻沒有得到足夠的補償。除此之外，有些已開發國家（例如美國）在幾世紀前就砍伐了開發中國家的森林並攫取經濟利益，現在卻剝奪他們這樣的機會未免虛偽，換句話說，富人惹麻煩哪能要窮人繳保護費。
有些評論員也注意到過去30年間森林砍伐的驅動因素有所轉變。在19世紀末和20世紀初期10年，森林砍伐主要是謀生活動或政府資助發展項目所造成的，例如印尼國內移民計劃和拉丁美洲、印度、爪哇等地的殖民；1990年代大部分森林砍伐來自產業因素，包括採掘業、大規模養牛場和粗放農業。自2001年以來，商品導向（commodity-driven）因素佔了森林開發活動的四分之一，主要集中在南美洲和東南亞。

## 環境影響

### 大氣
森林砍伐仍持續發生並影響著氣候和地貌。

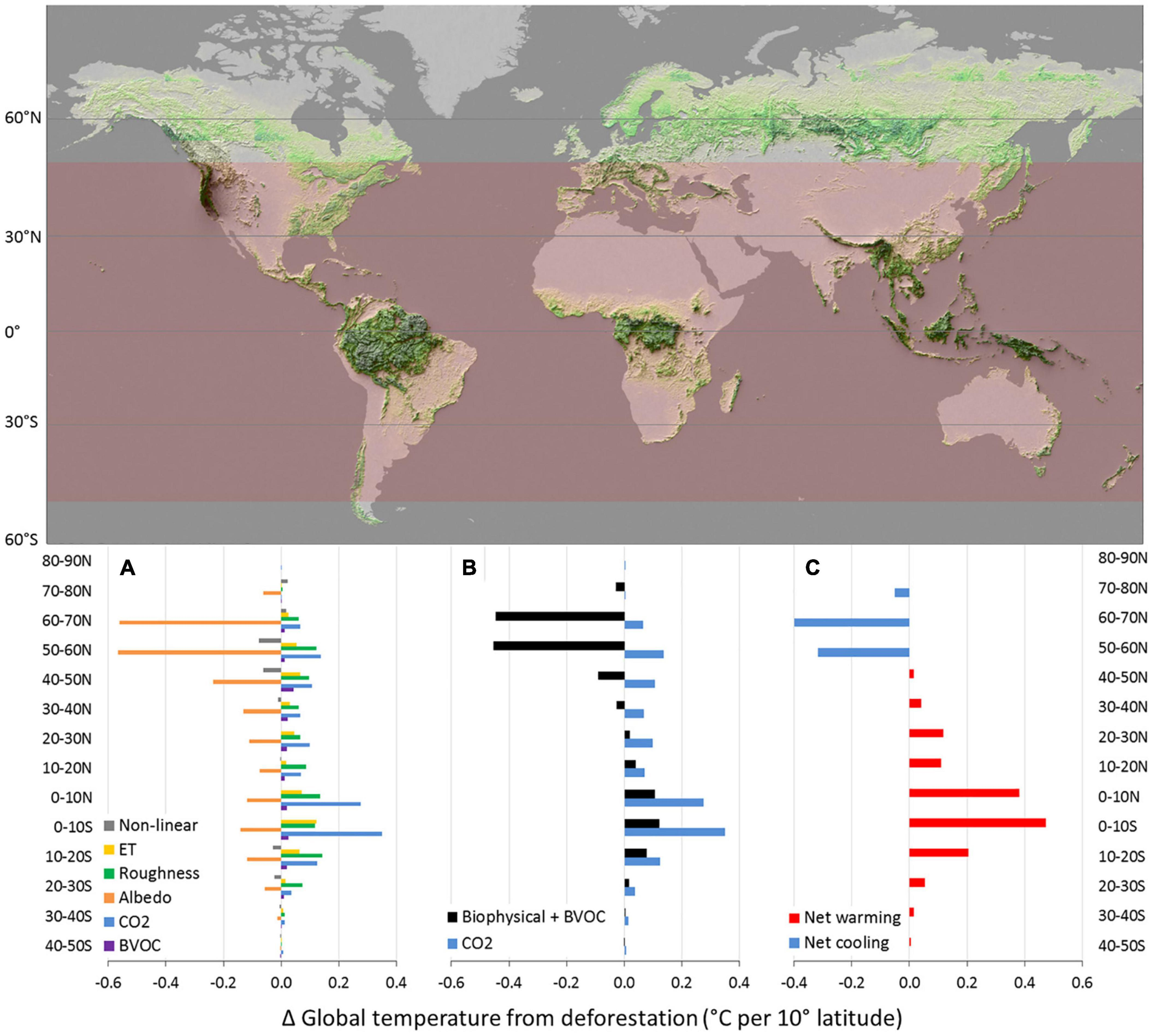
森林砍伐在不同緯度會造成正反不一的影響，影響氣溫的還有森林的生物物理機制。

森林砍伐助長了全球暖化，也常被當作擴大溫室效應的主因。光是砍伐熱帶雨林就造成全球約20%的溫室氣體排放量。IPCC 2007年氣候變化評估報告（第四次評估）指出，集中在熱帶地區的森林砍伐該當佔了三分之一的人為二氧化碳排放總量。但是2009年《自然-地球科學》（Nature Geoscience）研究數據顯示，森林砍伐和林地退化導致的二氧化碳排放（不包括泥炭地）僅佔人為二氧化碳排放總量的12%，誤差範圍為6%至17%。另一項2022年的研究表示過去20年熱帶森林砍伐造成的年度碳排放量成長一倍且還在增加（2001-2005年為0.97 ±0.16 PgC yr-1，2015-2019年平均為1.99 ±0.13 PgC yr-1。1 PgC=109 噸C）。

為生產食物而砍伐森林的人均二氧化碳排放量。主要生產國如巴西和印尼人均排放量非常高，他們生產的作物除了貿易也供當地人民消費；有些進口食品國的排放量很高。盧森堡每人近3噸，台灣、比利時和荷蘭約1噸；而歐盟平均每人約0.3噸。

森林砍伐對於全球暖化的影響似乎無法一概而論，有評論說北緯50°以北大規模伐林反而讓全球整體溫度下降，因為清出空地積存更多的雪以及積雪把大部分陽光反射回去都可以降溫；砍伐熱帶雨林會導致暖化也不單單是由於減少森林就減少二氧化碳的吸納能量，熱帶雨林的生物機制（分泌氣溶膠）及物理效應（蒸散作用）也有助於降溫，所以把碳匯當作核心指標有待商榷。無論如何，保護熱帶雨林有助於降低全球平均氣溫1°C以上。
IPCC指出2010-2019年全球平均碳排量為10.9 ± 0.9 PgC yr-1，46%累積在大氣中、23%由海洋吸收、31% 儲存在陸地植被中。燃燒化石燃料佔人為二氧化碳排放總量的81-91%，其餘來自土地利用。揭櫫全球碳排及生物地球化學循環間的複雜反饋關係。雖然1990年以來，二氧化碳年排放量沒有明顯增加趨勢:10，減少毀林和森林退化仍是降低溫室氣體排放的好方法（每年可減少0.4–5.8 GtCO2）；採取永續森林管理模式可以提供木材、纖維質及生態系統帶來的好處，也可以降低溫室氣體排放，有助於氣候適應。:23

#### 作用方式

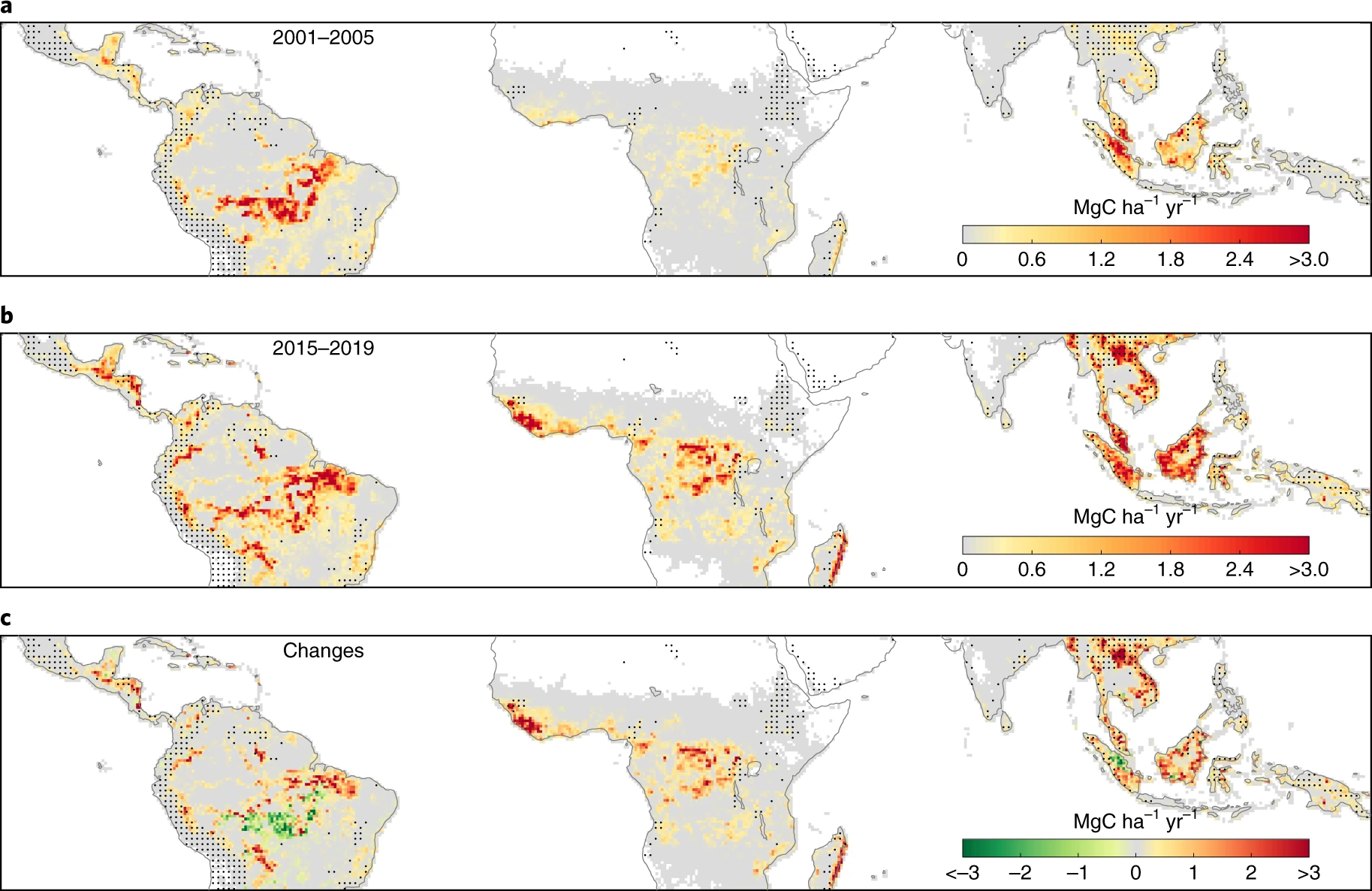
熱帶地區森林碳損失的空間分布。a和b分別代表熱帶地區2001-2005年間及2015-2019年間的年平均碳損失；c為a、b的差異；黑點代表山地（由「全球山地生物多樣性評估」（GMBA）清單定義）。森林碳損失包括地上物、地下生物及土壤有機碳。

森林砍伐使二氧化碳滯留在大氣中。二氧化碳持續累積就變成了吸收太陽輻射的氣層。太陽輻射轉化成熱能而導致全球變暖，就是眾所周知的溫室效應。植物行光合作用時會產生二氧化碳，從而移除大氣中的碳，但進行呼吸作用時也會釋放部分二氧化碳至大氣中。只有當樹林茂盛滋長，把碳儲存於植物細胞中，才算真正移除大氣中的碳。而木材腐爛或燃燒都會讓儲存其中的碳釋放到大氣中。碳的固存主要來自於木材積聚，但樹木根部周圍共生的真菌系統同樣可以儲存大量的碳，哪怕樹木死亡、腐爛、被採伐或焚燒，碳依然被儲存於地底。另一種森林固碳的方式是採伐木材並製成可長久使用的產品，同時種植新樹延續生態。砍伐森林也可能釋放土壤中儲存的碳。依照環境狀況不同，森林既是碳匯源也是淨排源。樹木長成後吸收二氧化碳的能力會下降，所以成熟森林的二氧化碳淨匯存及淨排放功用也會此消彼長地交替（參閱碳匯和碳循環）。

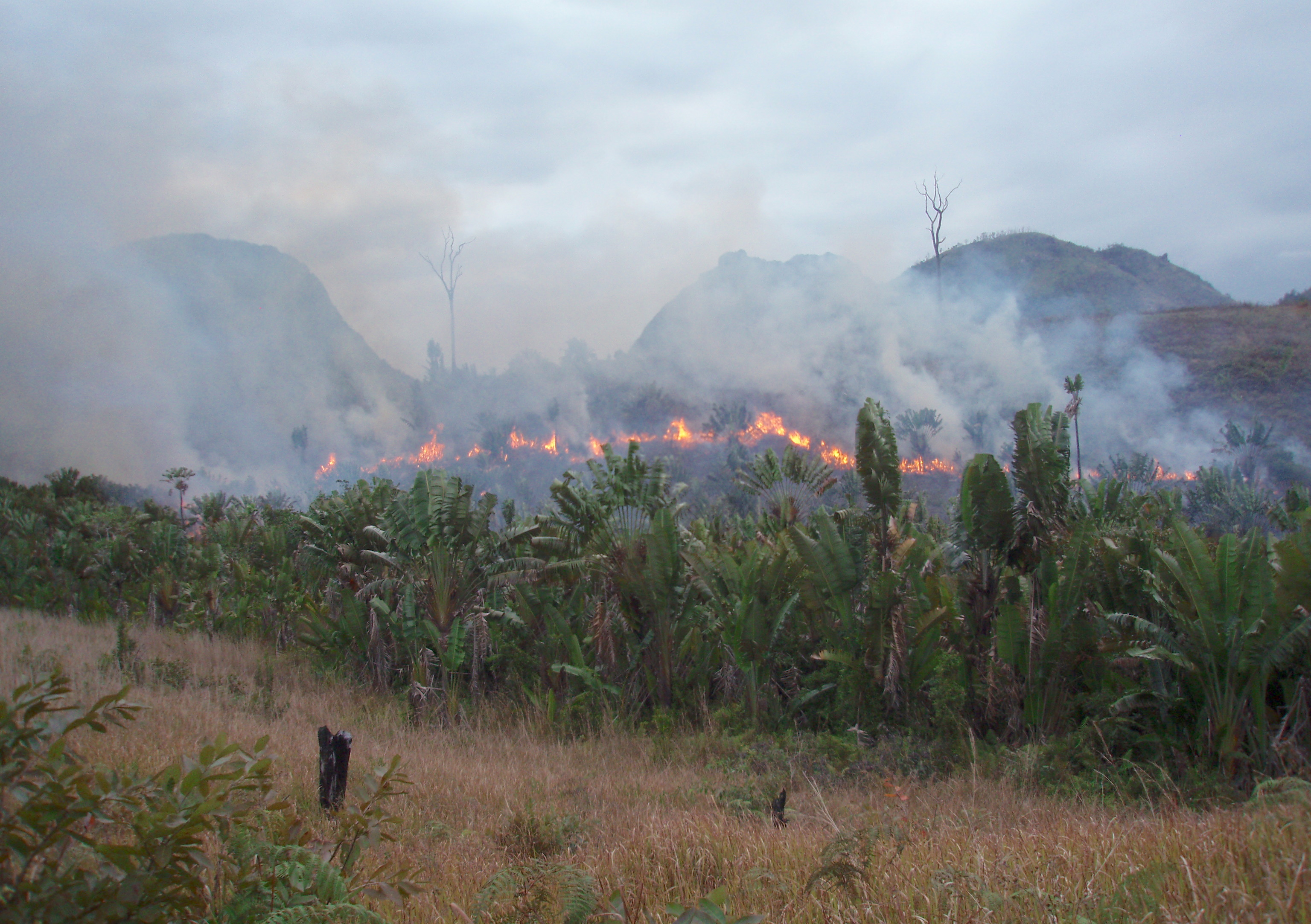
馬達加斯加Manantenina地區非法的刀耕火種

森林砍伐區的土地升溫更快、溫度更高，加速局部上升氣流，促進雲層形成，產生更多降雨。但是地球物理流體動力學實驗室用來研究熱帶森林砍伐的遠程響應模型顯示，整個熱帶地區的大氣溫度普遍呈現溫和升高的狀況。模型預測對流層700至150 毫巴的升溫小於0.2°C。熱帶地區以外的區域則沒有明顯變化。儘管模型顯示如此，實際情況可能不同，因為模型或許有錯，結果尚未確定。無論如何，砍伐森林確實會干擾氣流、水汽和太陽能吸收，對當地氣象和全球氣候都有顯著影響。

#### REDD和REDD+
「減少毀林及森林環境劣化造成的溫室氣體排放計畫」（REDD （页面存档备份，存于））已成為現行氣候政策的備援新力量。概念是提供經濟補償以減少因砍伐森林及森林退化產生的溫室氣體排放。在排放權交易系統中，污染者必須支付許可證費用以獲得污染物（即二氧化碳）的排放權，REDD算是這種交易系統的替代方案。
REDD+是UNFCCC締約方自願議定的方案，用以減緩氣候變遷，載明於《巴黎氣候協定》第5條，在REDD基礎上增加森林復育與永續森林管理的理念，並支持發展中國家將其國家自主貢獻（NDCs）轉化為實際的森林保護行動。

#### 供氧誤解

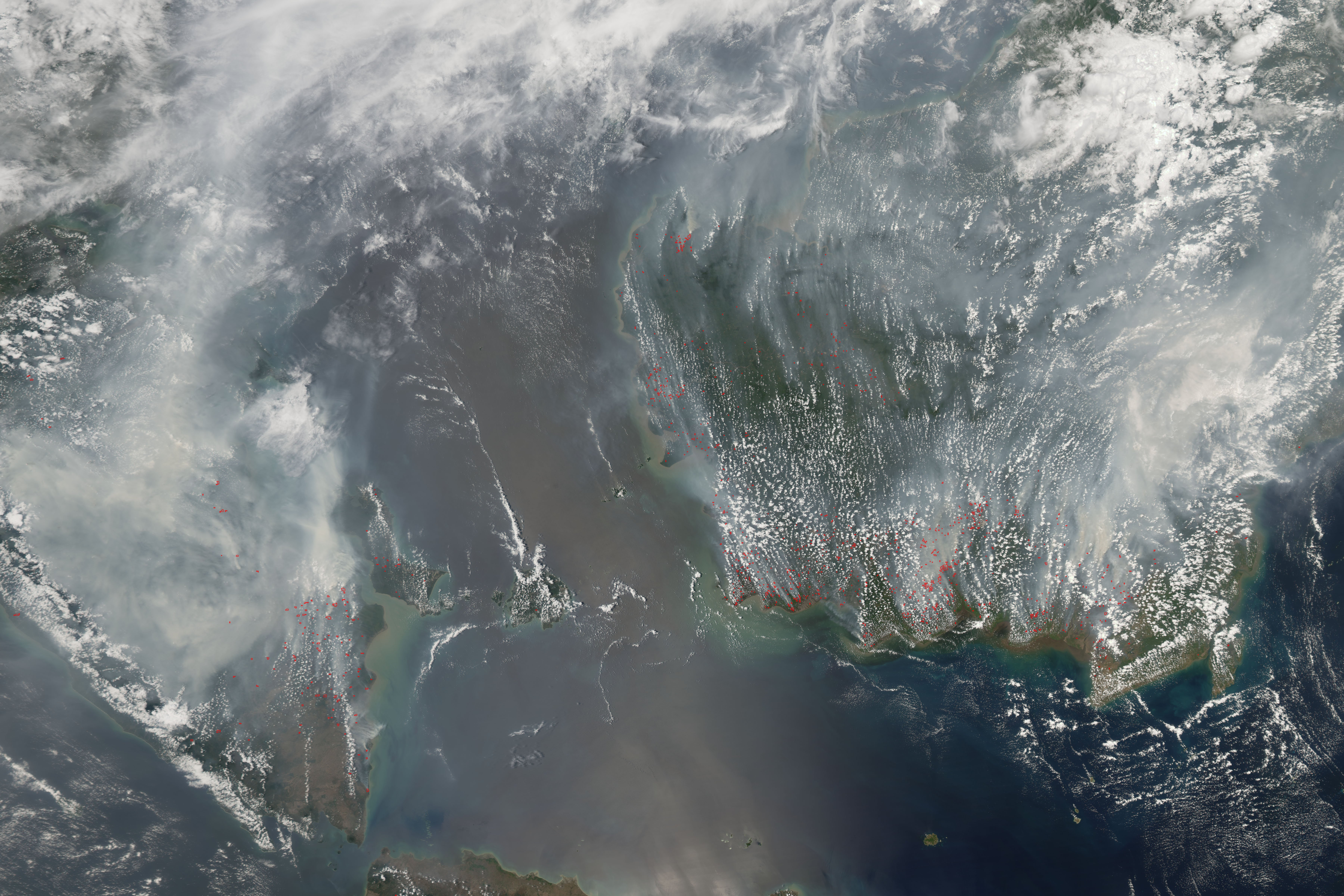
婆羅洲和蘇門答臘大火，2006蘇門答臘島（左）和婆羅洲（右）森林大火所產生的煙霧籠罩了大片地區。這張來自 美國宇航局Aqua衛星上(MODIS) 的圖像顯示，紅色標記為火勢集中處，灰白色煙霧向北方蔓延。

大眾普遍認為熱帶雨林提供世上相當大量的氧氣，但目前科學家認為熱帶雨林供給大氣的淨氧量並不多，而森林砍伐對大氣氧氣含量的影響也很小。不過燃燒木材及刀耕火種都會釋放大量二氧化碳而導致全球變暖。科學家說熱帶森林砍伐每年釋放15億噸碳至大氣中。

### 水文

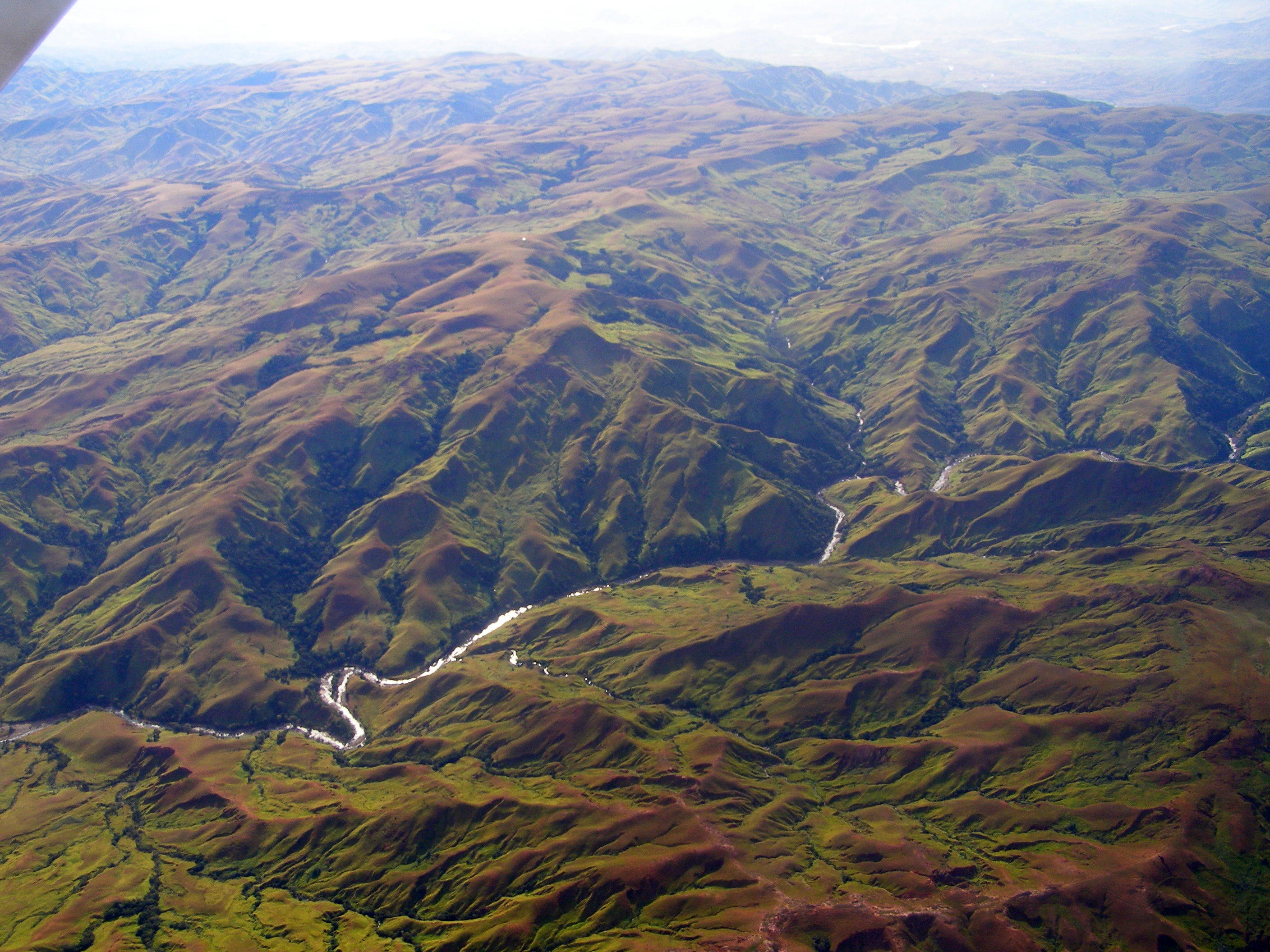
馬達加斯加高地高原的森林砍伐導致西部河流大面積淤積和流量不穩定

森林砍伐也會影響水循環。樹木根部吸取地下水並將水汽釋放到大氣中。森林消失就沒有樹木來蒸散水分，導致氣候更加乾燥。砍伐森林也減少了土壤含水量及地下水中，土壤乾涸又導致樹木可汲取的水分變少，使土壤凝聚力下降，造成土壤侵蝕、洪水和山崩。
森林覆蓋率降低也會減損地表攔截、保留和蒸散降水的功能。砍伐區無法收集降水，然後滲透至地下水系統，反而變成地表逕流，其流動速度比地下逕流快得多。森林蒸散作用可以讓大部分降水直接回到大氣中。反之，森林砍伐區幾乎所有降水都會變成逕流而流失，而地表水快速流動更容易造成山洪暴發和局部洪水氾濫。砍伐森林會減少蒸散而降低大氣水分，在某些情況下會影響森林砍伐區下風處的降水量，因為水不是循環降在下風處森林，而是成為地表逕流直接流向海洋。根據研究指出，1950至1980年中國華北及西北的森林砍伐區，年平均降水量減少了三分之一。
樹木和植物普遍來說都會強烈影響水循環：
- 樹冠可以攔截部分降水，然後蒸發回大氣（樹冠攔截）；
- 枯枝落葉、樹枝及樹幹可以減緩地表逕流；
- 樹根在土壤中形成的大孔隙可以增加水的滲透量；
- 有助於陸地蒸散作用來平衡土壤含水量；
- 植物凋落物和其他有機殘留物會改變土壤特性而影響儲水能力；
- 根部吸收的水分有99%輸送到葉子，葉子行蒸散作用可調節大氣濕度。[102]

因此，樹木存亡會直接改變地表、土壤、地下水或大氣中的水量，反過來又影響地表侵蝕率以及供生態系統運作或人類利用的水資源。在低地平原砍伐森林使雲層形成和降雨都轉移到更高海拔地區。平常大間歇大量降雨的情況下，森林還不至於造成洪水，但如果土壤涵養量經常處於近飽和狀態，一旦超出臨界點，後果不堪設想。
地球上大約30%的淡水來自於熱帶雨林。
砍伐森林破壞了正常氣候模式，造成更熱更乾燥的天氣，加劇乾旱、荒漠化、作物歉收、極地冰蓋融化、海岸洪水和主要植被變遷。
河岸森林及沿海森林對於水生生態系統平衡也很重要，是魚類、軟體動物、兩棲動物、甲殼類動物、水禽及許多生物的食物來源或庇護所。

### 土壤

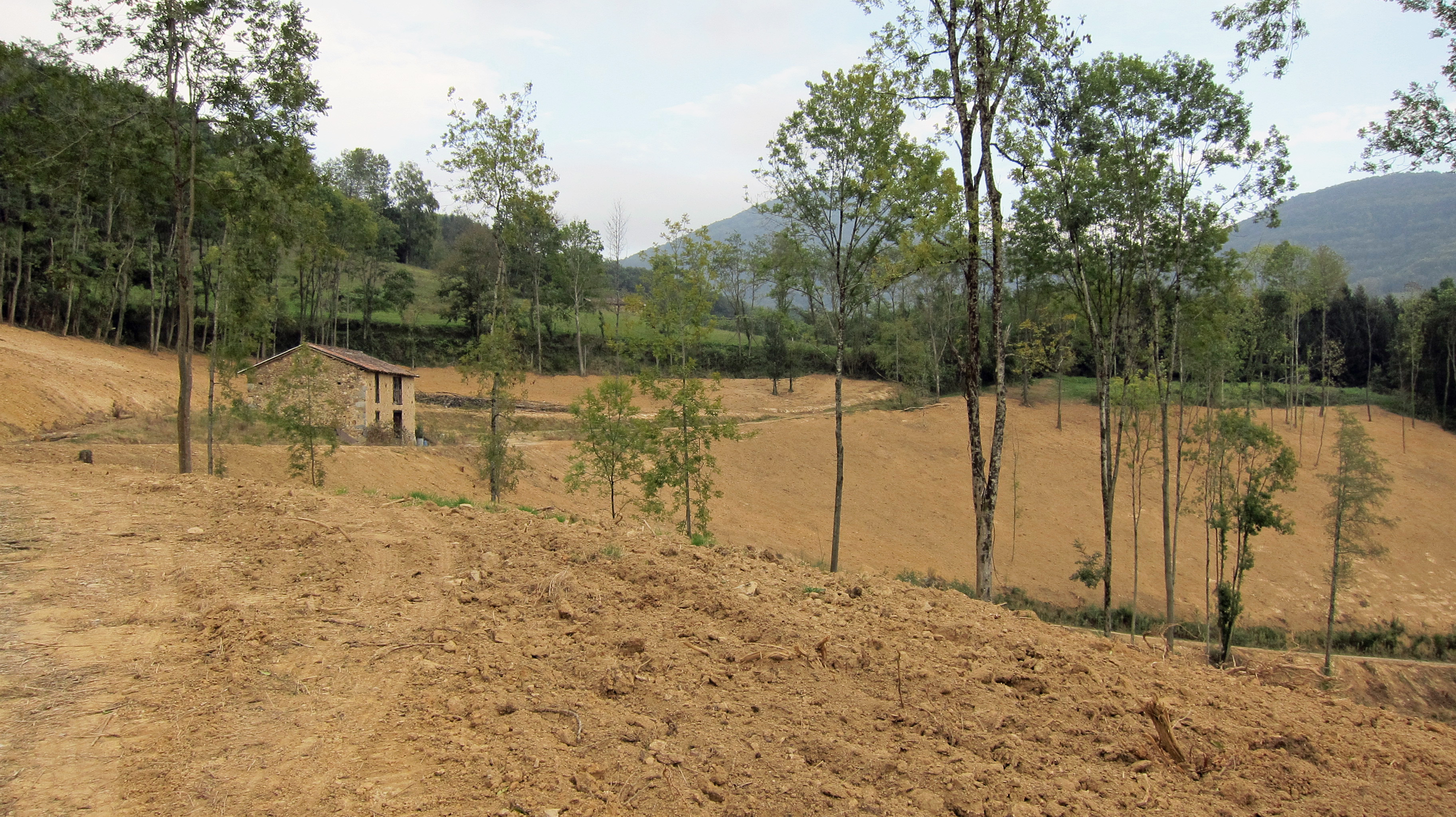
為了放牧而伐林，前景樹木是白蠟樹。

原始林的土壤流失率最低，因為地表覆蓋了許多枯枝落葉。森林砍伐會降低枯枝落葉的覆蓋量，也就減少土壤抵抗地表逕流的保護力，增加土壤流失，流失率約為每平方公里1.6～2公噸，對於熱帶雨林過度淋溶的土壤更是雪上加霜。林業經營過程不可免的林道開發及機械化設備都加劇土壤侵蝕。
中國黃土高原經年的森林砍伐導致水土流失；使山谷形同解衣卸甲。地表水流含土量上升除了導致黃河更加氾濫也使河水顏色格外的黃。
土壤侵蝕情況惡化並不總是來自森林砍伐，瞧瞧美國西南地區便可一望而知，這裡樹林灌木所造成的草地荒蕪，更勝於砍掉樹木帶來的土壤流失。
但是大致說來，樹木強化土壤，樹木根系緊抓土壤基岩可起保護作用。樹木被砍伐的地區較容易發生山體滑坡。

### 生物多樣性

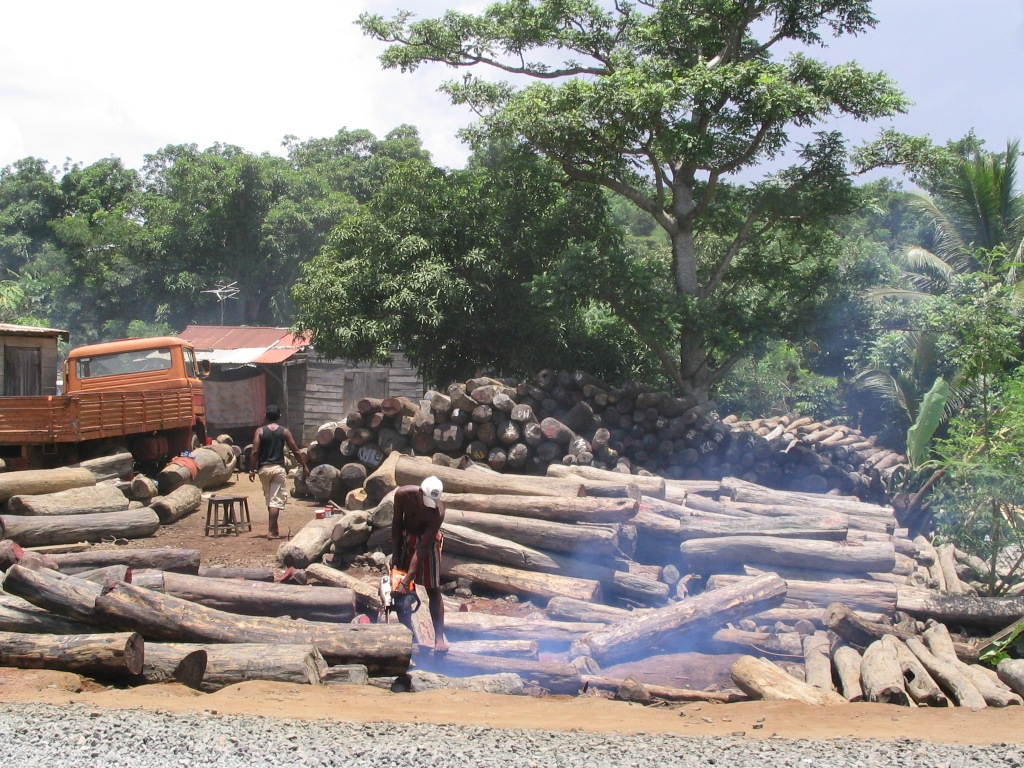
馬達加斯加安塔拉哈被盜伐的紫酸枝木（Dalbergia maritima）

森林砍伐的結果就人類看來是生物多樣性減少了些，但是對於地球而言，大自然許多物種就此滅絕。清除或破壞森林覆蓋區域會減少豐富生態使得整體環境退化。
平心而論，自然因素造成的森林破壞，也會造成生物多樣性危機，例如美國1980年代幾場大火與火山爆發，破壞了數萬公頃的成熟花旗松林，加上伐木業興盛，導致北美斑點梟幾乎滅絕。值此同時，老熟森林不免面臨生老病死，並將原本佔據的區域讓位給其他樹種，形成新的極盛相森林，例如高地花旗松林被鐵杉-側柏林取代，影響到斑點梟的生存。只不過人為伐林既全面又劇烈，使許多物種來不及適應而滅絕。
森林孕育各式各樣的生物，也可供野生動物棲息，還滋養了藥用植物。森林化育的生物群落是新藥不可替代的來源（如紫杉醇），砍伐森林同時也不可逆地破壞了遺傳變異（如植物抗性）。
因為熱帶雨林是地球上最多樣化的生態系統，世上已知的生物種類有80%生存在熱帶雨林中，清除或破壞這麼具指標意義的森林，對生態多樣性和環境所造成的損害可想而知。巴西朗多尼亞州的研究顯示，砍伐森林也就破壞了那些促進養分循環、清潔水源、去除污染物的微生物群。
根據統計，雨林砍伐每一天都造成137種植物、動物及昆蟲物種滅絕，相當於每年50,000種。更有人說砍伐熱帶雨林就是在進行活生生的全新世大滅絕。其他地區因森林砍伐所導致的生物滅絕率比較低，哺乳動物和鳥類每個分支每年大約都減少1個物種，推算所有類別每年大約有23,000個物種絕跡。東南亞超過40%的動植物物種預計在21世紀滅絕。1995年某項研究數據則挑戰這類預測，因為數據顯示雖然東南亞地區大部分原始森林已經變成單一作物種植區，但瀕臨滅絕的物種卻很少，樹木群仍然廣泛而穩定地生長。
目前對於物種滅絕過程的科學知識，尚不足以準確預測森林砍伐對生物多樣性造成的影響。關於林業造成生物多樣性喪失的大多數預測都是基於物種區域模型，預設了森林面積減少，物種多樣性將同樣下降。但是這類模型很多已被證明是錯誤的，失去棲息地不一定會導致大規模的物種滅絕。物種區域模型高估了實際砍伐區中受威脅的物種數量，於是也高估了全森林區中所有受威脅的物種數量。
雖然如此，針對巴西亞馬遜地區的研究指出，就算到現在為止物種還沒有消失，但預測未來40年內物種終究會滅絕的機率高達90%。

## 健康影響

### 公共衛生的脈絡
森林退化及消失會破壞大自然平衡。森林砍伐所造成的大量動植物物種滅絕，確實導致疾病增加，提高人畜共通病的風險。砍伐森林還替非本地物種繁殖大開方便之門，例如某些蝸牛類型造成血吸蟲病的病例增加。
森林相關人畜共通病有瘧疾、南美錐蟲病（也稱為美洲錐蟲病）、非洲錐蟲病（昏睡病）、利什曼病、萊姆病、人類免疫缺乏病毒和伊波拉出血熱。大多數會影響人類的新傳染病都是人畜共通病，例如造成COVID-19大流行的SARS-CoV2病毒。這些疾病可能與森林面積變化及人口侵入森林地區導致棲地喪失有關，因為這兩種狀況都會讓人類頻繁接觸野生動物。
世界各地的森林砍伐方興未艾，相關疾病爆發狀況也同步增加。馬來西亞砍伐數千英畝的森林，把土地用於興建養豬場，增加了立百病毒造成之人畜共通病。肯亞的森林砍伐讓瘧疾病例增加，也是目前該國發病率和死亡率的升高主因。《美國經濟評論》2017年的研究發現，森林砍伐的確增加了奈及利亞的瘧疾發病率。
森林砍伐對於疾病的另一種影響方式，是疾病帶原者的遷移和散布，稱為「範圍擴展」—宿主以及病原體的範圍擴展到新的地理區域。因為森林被砍伐，自然宿主及寄宿物種被迫遷移到鄰近棲息地，病原體也隨之移動，並在新棲地找到新宿主。人類和這些病原體及物種密切地接觸，難免直接或間接地遭到感染。
範圍擴展的災難案例是1998年在馬來西亞爆發的立百病毒感染。經年的森林砍伐、乾旱和後續的火災，使尼帕病毒宿主—果蝠的分佈區域及密度都發生巨大變化。砍伐森林造成果蝠原本棲息的樹木減少，只好入侵周邊果園，果園正是大量豬圈所在地。蝙蝠就近將立百病毒傳染給豬隻。豬隻雖被感染，但死亡率遠低於周遭人類，於是變成傳播病毒給人類的超級宿主，共計造成了265例腦炎病例，其中105例死亡。這個案例揭示了森林砍伐對人類健康的重大影響。
另一個因森林砍伐及人類危害棲地而導致範圍擴展的案例是巴拉圭的水豚。這種囓齒動物是多種人畜共通病的宿主，雖然水豚遷移到新棲地尚未造成人傳人疾病爆發，卻是說明森林砍伐和後續物種遷移造成棲息地破壞日益普及的範例。
目前已被廣遍接受的成熟理論描述由黑猩猩所傳播的愛滋病毒至少有部分是砍伐森林所造成：不斷增長的人口創造了更多食物需求，帶動的森林砍伐開墾了新區域，獵人捕獲大量靈長類動物當成叢林肉食用，被認為是愛滋病毒的起源。
印尼的研究發現，在熱帶雨林砍伐區的戶外工作者大多有認知及記憶障礙的經驗，似乎因為暴露在高溫之下所致；相反地，在天然熱帶雨林區的戶外工作者則少有上述狀況，樹木保護他們免於傷害。森林砍伐減少了熱帶地區數百萬人的安全工作時間，尤其是從事大量戶外勞動的人。全球持續暖化和森林不斷消失預計將會放大這些效應，更加減少弱勢族群的工作時間。

### 概觀
據《世界經濟論壇》研究，31%新興疾病與森林砍伐有關。
根據美國疾病控制與預防中心（CDC）的數據，人類有75%新興疾病來自動物。病例增加可能與棲地減少及生物多樣性喪失有關，科學家因此創建新的學科—行星健康（planetary health），假定生態系統健康和人類健康息息相關並加以研究。2015年洛克菲勒基金會和《刺胳針》醫學期刊共同推出「洛克菲勒基金會暨《刺胳針》行星健康委員會」的概念。
自1980年起，人類新傳染病數量每十年就增加三倍以上。根據美國和澳大利亞科學家的重要研究，生態系統退化會增加新傳染病爆發風險。近幾十年來，動物傳染給人類的疾病包括艾滋病毒、埃博拉病毒、禽流感、豬流感，COVID-19可能也是。
2016年聯合國環境規劃署發布了《UNEP 2016年前沿報告：全球環境新興問題 （页面存档备份，存于）》。報告第二章專門討論人畜共通病，指出森林砍伐、氣候變化和畜牧業是此類疾病風險升高的主因，並提及每四個月就會發現一種新的人畜共通病。截至2016年所爆發的疫情已經造成了數十億美元的生命財產損失，如果傳染病在未來大流行，損失將高達數萬億美元。
報告列舉新興疾病的原因，環境疾病占很大比例：
| 原因           | 引發新興疾病的比例（%） |
| -------------- | ----------------------- |
| 土地利用變化   | 31%                     |
| 農業產業變化   | 15%                     |
| 國際旅遊和商務 | 13%                     |
| 醫療行業變化   | 11%                     |
| 戰爭與饑荒     | 7%                      |
| 氣候和天氣     | 6%                      |
| 人口統計和行為 | 4%                      |
| 公共衛生缺失   | 3%                      |
| 叢林肉         | 3%                      |
| 食品行業變化   | 2%                      |
| 其他           | 4%                      |

報告第23頁描述某些最新出現的疾病及具體環境原因：
| 疾病           | 環境原因                       |
| -------------- | ------------------------------ |
| 南美洲狂犬病   | 森林活動                       |
| 蝙蝠相關病毒   | 森林砍伐和農業擴張             |
| 萊姆病         | 北美森林破碎化                 |
| 立百病毒感染   | 馬來西亞的養豬業和集約水果生產 |
| 日本腦炎       | 東南亞的灌溉水稻生產和養豬業   |
| 伊波拉病毒感染 | 森林減少                       |
| 禽流感         | 集約化家禽養殖                 |
| SARS病毒感染   | 在野外或活體動物市場接觸果子狸 |

### 人類免疫缺乏病毒/愛滋病
愛滋病可能與森林砍伐有關。起初病毒在猿猴之間傳播，當人類摧毀森林和大多數靈長類動物，病毒需要新宿主才能生存，於是突變傳染人類。愛滋病毒造成2,500萬餘人死亡，據說愛滋病毒是因為人類食用靈長類動物（叢林肉）所致，很可能是吃了剛果黑猩猩。

### 瘧疾
瘧疾可能與森林砍伐有關，曾在2018年造成405,000人死亡。當人類急遽改變生態系統時，蚊子物種類別就減少了，而且「說也奇怪，存活下來變成優勢物種的蚊子，老是比在原始森林才活得好的蚊子，更會傳播瘧疾。」哈佛醫學院公共衛生專家Eric Chivian和Aaron Bernstein在《人類健康依賴生物多樣性》中寫道：「在瘧疾發生的任何地方，普遍都可以觀察到這種狀況。」
近年來科學家發現了造成這種關聯的一些原因：
- 當樹木陰影減少，水溫較高有利蚊子孳生。

- 少了樹木消耗水分，地面水分更多也有利於蚊子繁殖。

- 下層植被更適合會傳播疾病的蚊子生存。

- 少了森林會使水中的單寧減少，比一般的水更渾濁、酸性也更低，對某些蚊子而言更適合產卵。[158]

- 森林砍伐區的蚊子更擅長攜帶瘧原蟲。

- 當森林大部分區域被破壞，森林剩餘破碎區的動物密度更高，有利於病原傳播，導致動物病例數量增加，也增加了傳染人類的風險。

結果在砍伐森林區被同一種蚊子叮咬的次數竟高出278倍。根據巴西的研究，每砍伐4%森林就會促使瘧疾病例增加50%。秘魯某個地區在人們開始砍伐森林後，每年病例數從600上升到120,000。

### 2019年冠狀病毒疾病
聯合國、世界衛生組織和世界自然基金會都說嚴重特殊傳染性肺炎大流行（COVID-19 pandemic）與破壞大自然有關，特別是森林砍伐、棲息地普遍減少及野生動物貿易所致。
2020年4月，聯合國環境規劃署發布了2支短片，說明自然遭到破壞、野生動物貿易和COVID-19大流行之間的聯繫，並在UNEP官網上架設COVID-19專區。
世界經濟論壇（WEF）倡導：COVID-19大流行的疫後重建應該要涵蓋大自然復育，因為疫情大爆發與破壞自然界密切相關。
2020年5月，生物多樣性和生態系統服務政府間科學政策平台（IPBES）的專家團隊發表了文章，宣稱人類導致COVID-19大流行，因為這個物種會破壞大自然，如果人類執迷不悟，接下來還會發生更嚴重的流行病。文章也刊載在世界經濟論壇網站，呼籲「加強環保規約；採用『地球整體健康』的思維來制定決策，認清人類、動物、植物及整個共享環境之間的複雜關聯；並支持那些極為脆弱國家的衛生保健系統，免於資源窘迫與資金不足」，這樣方能預防未來的流行病，符合人類整體利益。
根據聯合國環境規劃署的說法，2019年COVID-19屬於人畜共通病，係動物傳染病毒給人類。多重因素使得最近幾十年更頻繁發生人畜共通病，很大一部分是由於環境因素。例如森林砍伐，因為減少動物應有的生存空間從而破壞了與人類之間的天然屏障。還有氣候變遷，因為溫度濕度變化過快，使得疾病傳播更為容易。結論是：「保護大家免於人畜共通病最根本的方法就是防止破壞大自然。」只要生態系統健康且生物種類多樣，地球就有彈性與韌性，利於調節傳染病。
2020年6月，綠色和平組織與西英格蘭大學（UWE Bristol）的科學小組發表報告指出，人畜共通病（包括冠狀病毒）增多與森林砍伐直接相關，因為毀林改變了人與動物間的相互關係，並且減少了衛生及疾病治療必需的水資源。
專家說人為森林砍伐、棲息地消失及生物多樣性減少，可能造成COVID-19等疫情大流行，例如：
- 迫使人類及家禽家畜接觸到從前不曾接觸過的動植物。倫敦大學學院生態學和生物多樣性系主任Kate Jones說，由於伐木、採礦、偏遠地區道路建設、急遽城市化和人口快速增長等因素，破壞了原始森林，使人們密切接觸與先前從未靠近過的動物物種，導致新型人畜共通病從野生動物傳染給人類。

- 造成棲息地退化。退化後的棲息地只有少數優勢物種，更可能將人畜共通病毒傳染給人類。

- 使棲息地更加擁擠，遷徙加上原生動物的數量更加密集。

- 原棲息地消失迫使動物尋找新棲地，讓牠們和人類及其他動物混居一處。

- 破壞生態系統會增加病毒帶原動物的數量，諸如蝙蝠和囓齒動物。原本的捕食者數量減少也會讓老鼠數量增加。砍伐亞馬遜熱帶雨林貌似也增加了瘧疾，因為森林砍伐區非常適合蚊子生存。[164]

- 被生擒活捉或獵殺的野生動物，經長途運輸後進行買賣。據美國科學新聞記者David Quammen說：「人類伐木、殺死動物或將之繫閉於牢籠並送至市場交易，種種行為破壞生態系統，使病毒從天然宿主中釋放出來。病毒解放後需要新宿主，通常就是人類。」[147][149]

當氣候變遷或森林砍伐導致病毒傳染給新宿主，狀況變得更危險，因為通常病毒已經適應原宿主，在傳染給新宿主時病毒毒性會增加。

## 經濟影響

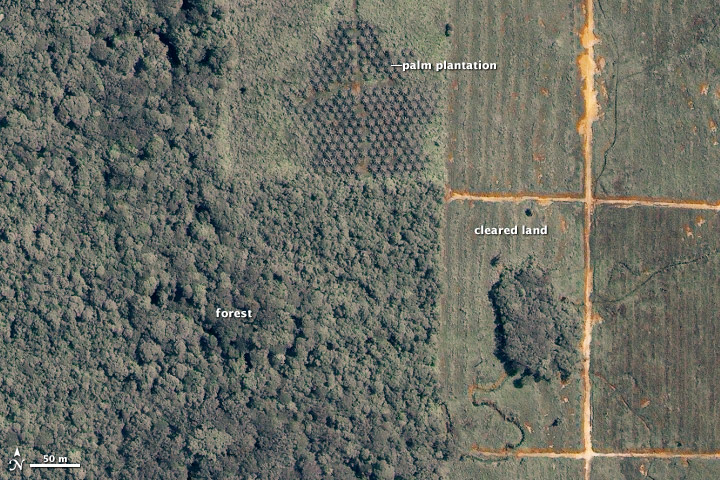
馬來西亞婆羅洲棕櫚種植區的森林砍伐狀況（衛星照片）

世界經濟論壇說全球50%GDP是中高程度地仰賴大自然。每投資1美元在自然保育至少有9美元的收益。COVID-19大流行就是這種關係的範例，疫情流行與破壞大自然有關，同時也造成重大經濟損失。
2008年在波昂舉行的生物多樣性公約（CBD）會議報告總結：到2050年，破壞森林及大自然可能會使世上窮人生活水準下降50%，並使全球GDP減少7%。在歷史上，利用森林產品（包括木材和薪柴）對人類社會發揮了關鍵作用，不亞於水和耕地的貢獻。時至今日，已開發國家仍離不開用木材築房、用木漿造紙。而開發中國家更有近30億人靠木材取暖及做飯。

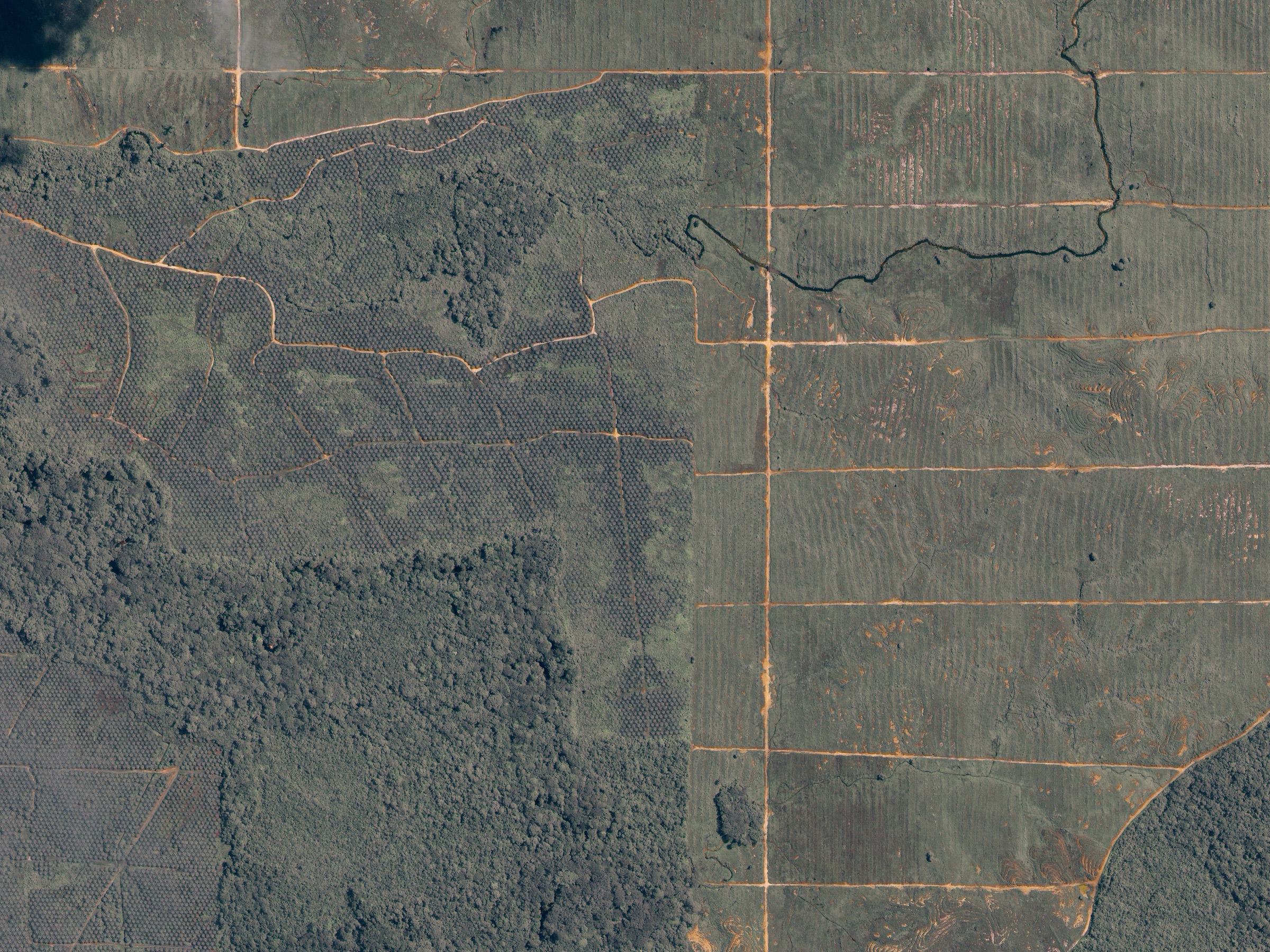
馬來西亞婆羅洲的森林砍伐情形（NASA）

林業是已開發國家和開發中國家的經濟支柱，將森林轉作農業用地或過度開發木材產品固然可獲取短期經濟收益，但是通常會損害到長期的收入及生物生產力。西非、馬達加斯加、東南亞還有許多地區都遭遇過因木材產量下降導致收入減少。非法採伐每年讓國家蒙受數十億美元的經濟損失。

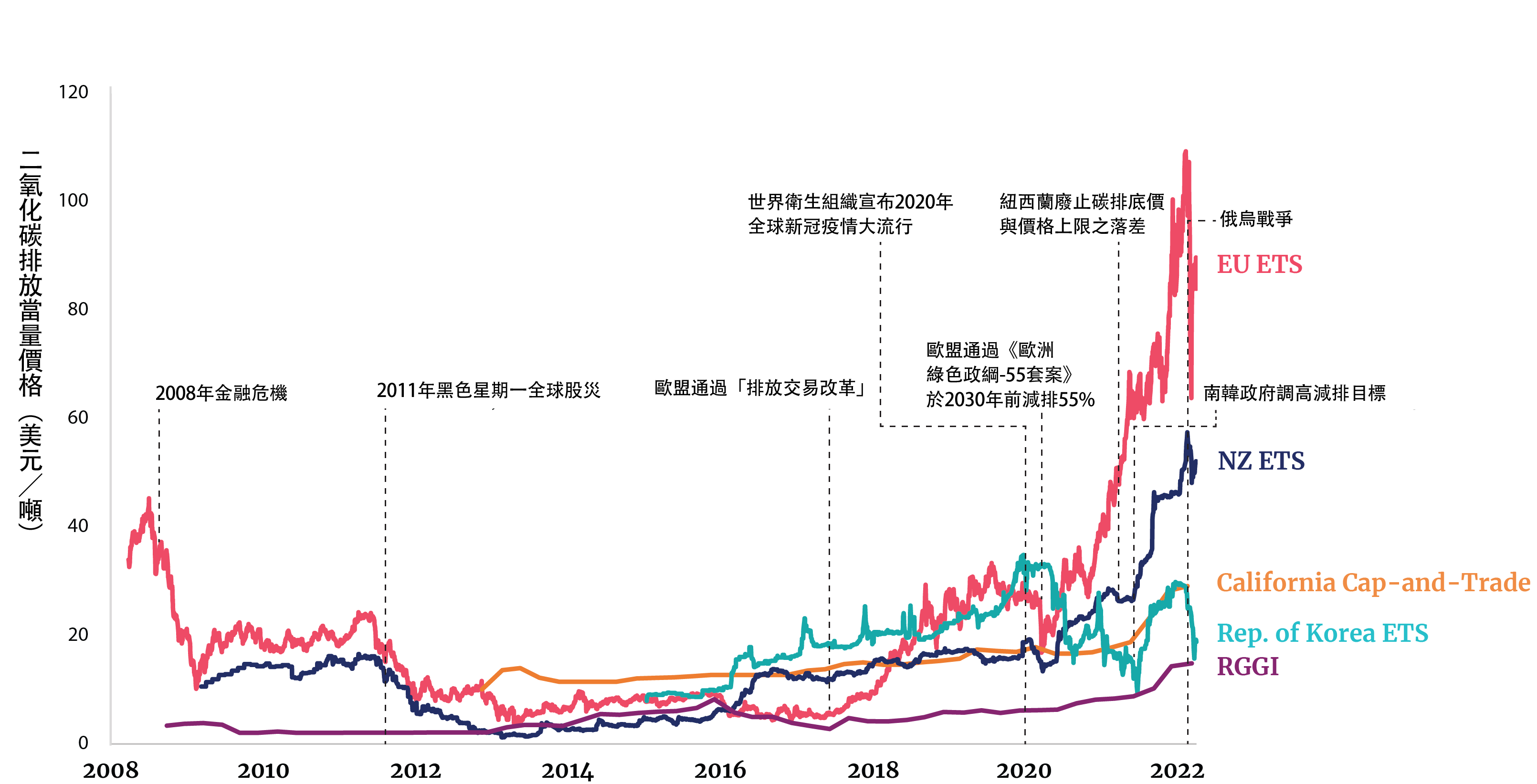
2008～2022年全球主要碳市場（歐盟、紐西蘭、美國加州、南韓及美東區域溫室氣體倡議制度）價格漲跌趨勢。

大量獲取木材的新機制（碳交易）對開發中國家的經濟造成更大損害，碳交易補償金遠不及伐木工的生活開銷。研究顯示：在大多數調查地區，遂行森林砍伐的企業為其釋放的碳所支付的補償金很少超過每噸5美元，甚至通常低於1美元，也就是砍伐森林遠比保存森林更有收益。2007年歐洲市場1噸碳排放的抵銷價為23歐元（約35美元）。但是到了2022年，世界銀行《2022年碳定價發展現狀與未來趨勢》指出歐盟平均碳價已上升至87美元，瑞士及瑞典更高達130美元。普華永道國際會計服務網路（PwC）與世界經濟論壇合作的《全球碳定價報告》說「大部分政府都不願意多課稅，特別是低收入國家，碳排放價格上漲可能會損害生計和生活水平的。所以......即使碳定價可以減少排放，可能還是很難在國內提出具體政策。」故建議建立「全球最低碳價機制」（International Carbon Price Floor，簡稱ICPF），以高收入國家的大量碳價收入來抵消低收入國家實施ICPF的成本，可能有助於實現公正轉型。
經濟蓬勃發展也影響著森林砍伐。全球的開發中國家就是毀林的主要壓力來源，因為這些國家人口成長最快，經濟（工業）成長最高。1995年開發中國家的經濟成長率接近6%，而已開發國家為2%。隨著人口成長，會帶動新住屋、社區、城市開發，以及區域間的聯絡道路，這是日常生活中的重要場景。農村道路促進經濟發展的同時也加劇森林砍伐。亞馬遜主要森林區約有90%的砍伐都發生在道路100公里範圍內。
歐盟曾是森林盜伐製品的最大進口國。歐盟委員會於2021年11月提案：如果相關商品涉及毀林、森林退化或違反生產國法律，則不能進口到歐盟市場。

## 森林變遷理論

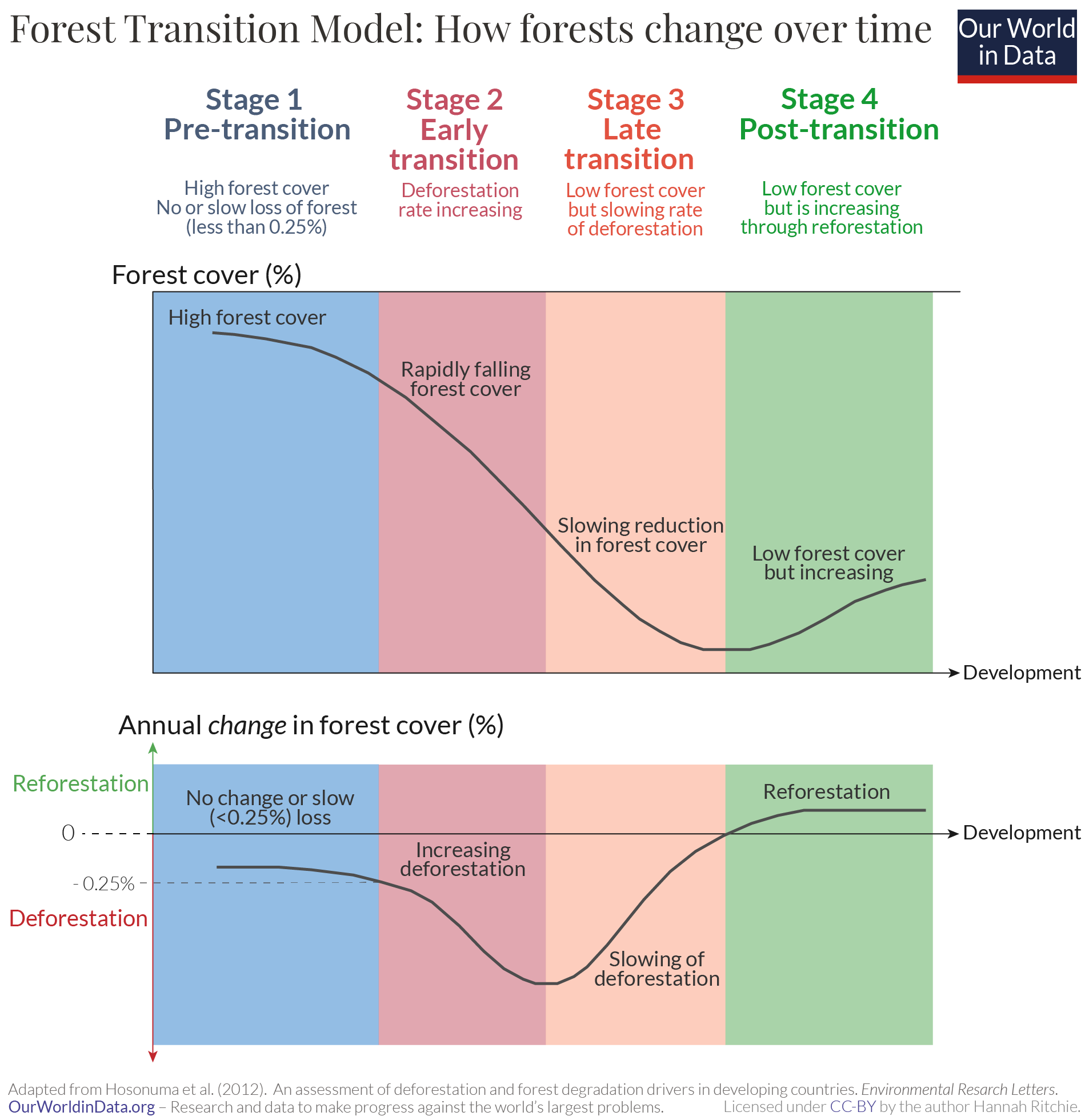
森林變遷模型：許多國家的森林變化模式都趨於一致，呈現「U形曲線」。先是國家發展時失去了很多森林，但是在某個轉折點後，森林開始重新恢復。

森林區域的變化可能會按照「森林變遷（Forest transition，簡稱FT）理論」四階段模式而發展：
1. 變遷之前：國家的森林覆蓋率高，砍伐率低（HFLD）。2. 變遷早期：森林覆蓋率仍高，砍伐率上升至高峰（HFHD）。3. 變遷中期：森林覆蓋率低，砍伐率處於高峰或下降（LFHD）。4. 變遷後期：森林覆蓋率穩定回升，砍伐率趨緩甚至被造林率抵銷（LFLD）。

用森林變遷理論來看世界各國的森林趨勢：透過FT四階段模式可以了解接下來數十年，哪些區域會失去森林，哪些地方的森林會恢復，並及早因應。

FT並非「自然規律」，模式進度因國情（人口密度、發展階段、經濟結構）、全球經濟力量及政策影響而有差異。某個國家可能在森林砍伐率還來不及穩定，其森林覆蓋率就已經低到不行；或是國家也可以制定良好的「橋接」政策，使森林變遷順利過渡到下個階段。
FT描繪的是廣泛趨勢，所以依照歷史比率來預測的話，往往會低估了變遷早期國家（HFLD）的森林砍伐基線情境（BAU），並高估了變遷中後期國家（LFHD和LFLD）的森林砍伐基線情境。
森林覆蓋率高的國家大概都處於FT早期階段。人均國內生產總值幾乎就決定了該國經濟發展階段，經濟發展和自然資源密切相關，包含森林。要選擇森林覆蓋率或是人均國內生產總值也經常符合FT的兩個關鍵場景：
1. 森林珍貴路徑：因為森林很珍貴造成森林產品價格上漲，形成穩定森林覆蓋率的力量。
2. 經濟發展路徑，盡量讓經濟成長（即人均GDP增加）來自於新興或優勢的非農就業機會，藉此降低第一線農業獲利能力並減緩森林砍伐。[65]

## 歷史發展

### 史前時代

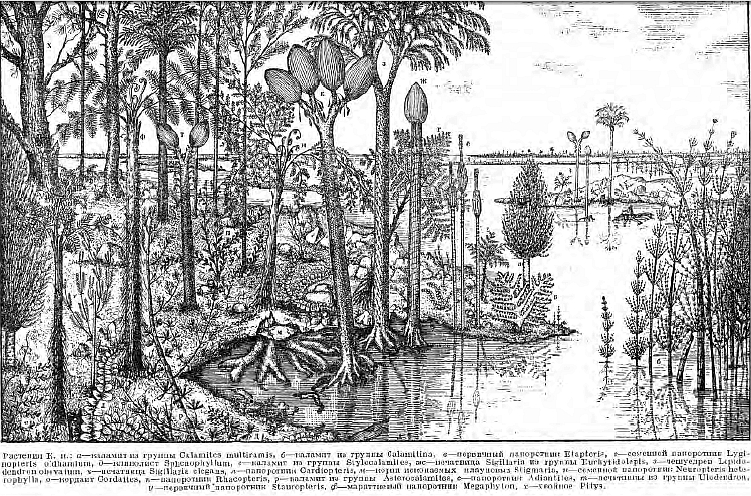
石炭紀部分植物（修復圖）

石炭紀雨林崩潰事件發生在3億年前，氣候變化摧殘了熱帶雨林，許多動植物物種因此滅絕。這次氣候變化算是突如其來，當時天氣變得愈發涼爽乾燥，不利於熱帶雨林及其中大部分生物的生長。熱帶雨林逐漸支離破碎，形同一個個彼此越距越遠的「孤島」。許多生物都被毀滅，例如兩棲動物滑體亞綱（Lissamphibia）所屬物種，而爬行綱動物則挺過災難得以倖存。倖存下來的生物都較能適應氣候變化之後更加乾燥的環境，成為史前世界的遺產。
熱帶雨林曾經覆蓋地球14%地表面積，現在只剩6%。專家估計殘存的熱帶雨林可能在40年內就消耗殆盡。人類文明開始之前，某些原始社群已遂行小規模伐林達數萬年之久，首項證據出現在中石器時代，很可能是為了把森林轉化成更開放的生態系統以利狩獵。隨著農業出現，更多地區開始砍伐森林，主要是用火來清理土地及種植作物。公元前7000年之前的歐洲幾乎找不到確切的伐林證據。中石器時代狩獵採集者用火清出通道，便於獵捕紅鹿（歐洲馬鹿）和野豬。在大不列顛，從花粉記錄中可以得知橡樹和梣樹等耐陰物種被榛樹、荊棘、野草和蕁麻所取代。去除森林減少了蒸騰作用，形成更多的高地酸性泥炭沼澤。公元前8400年～8300年及公元前7200年～7000年間，歐洲地區的榆樹花粉普遍減少，分布區從南歐逐漸北移至英國，可能代表著新石器時代農業興起時的火耕區域變化狀況。

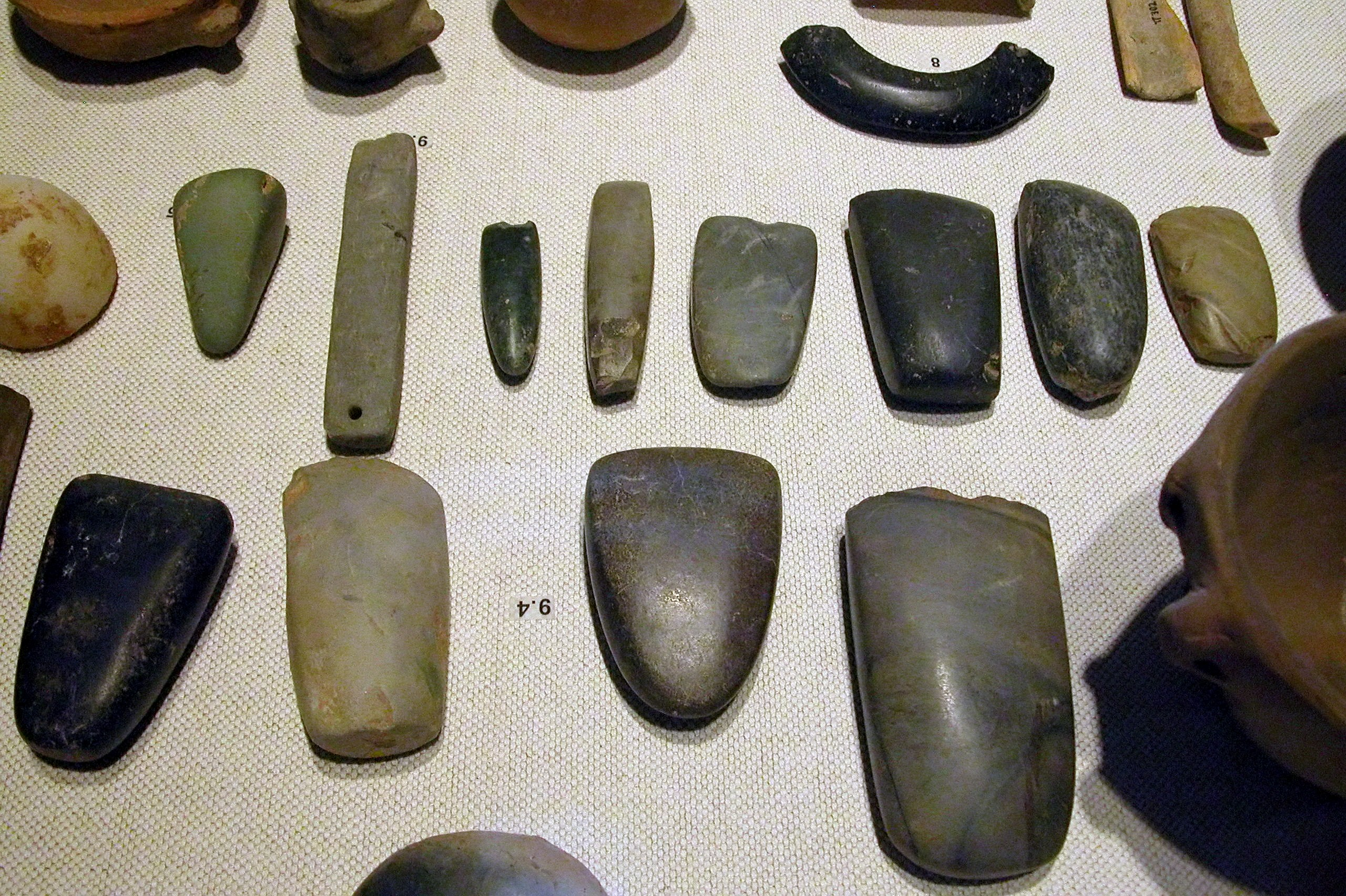
新石器時代馬其頓奧林索斯遺址的斧頭、鑿子、磨刀石和黑色石手鐲，藏於塞萨洛尼基考古博物馆。

新石器時代人們拓展農田而大量砍伐森林。大約公元前3000年，除了可以用黑燧石製作石斧，英國和北美各種堅硬岩石也可以製作，諸如英國湖區蘭代爾斧頭工業、北威爾斯 Penmaenmawr採石場和許多其他地區。製程是在採石場周邊就先進行粗加工，甚至可以做到細部磨製。磨製增加了斧頭的力學強度，更容易砍穿木頭。使用黑燧石的不只有Grimes Graves採礦加工區，還包括許多歐洲的礦區。
克里特島米諾斯也發現森林砍伐的證據，例如，克諾索斯宮近郊森林在青銅時代幾乎被砍伐殆盡。

### 前工業化時代

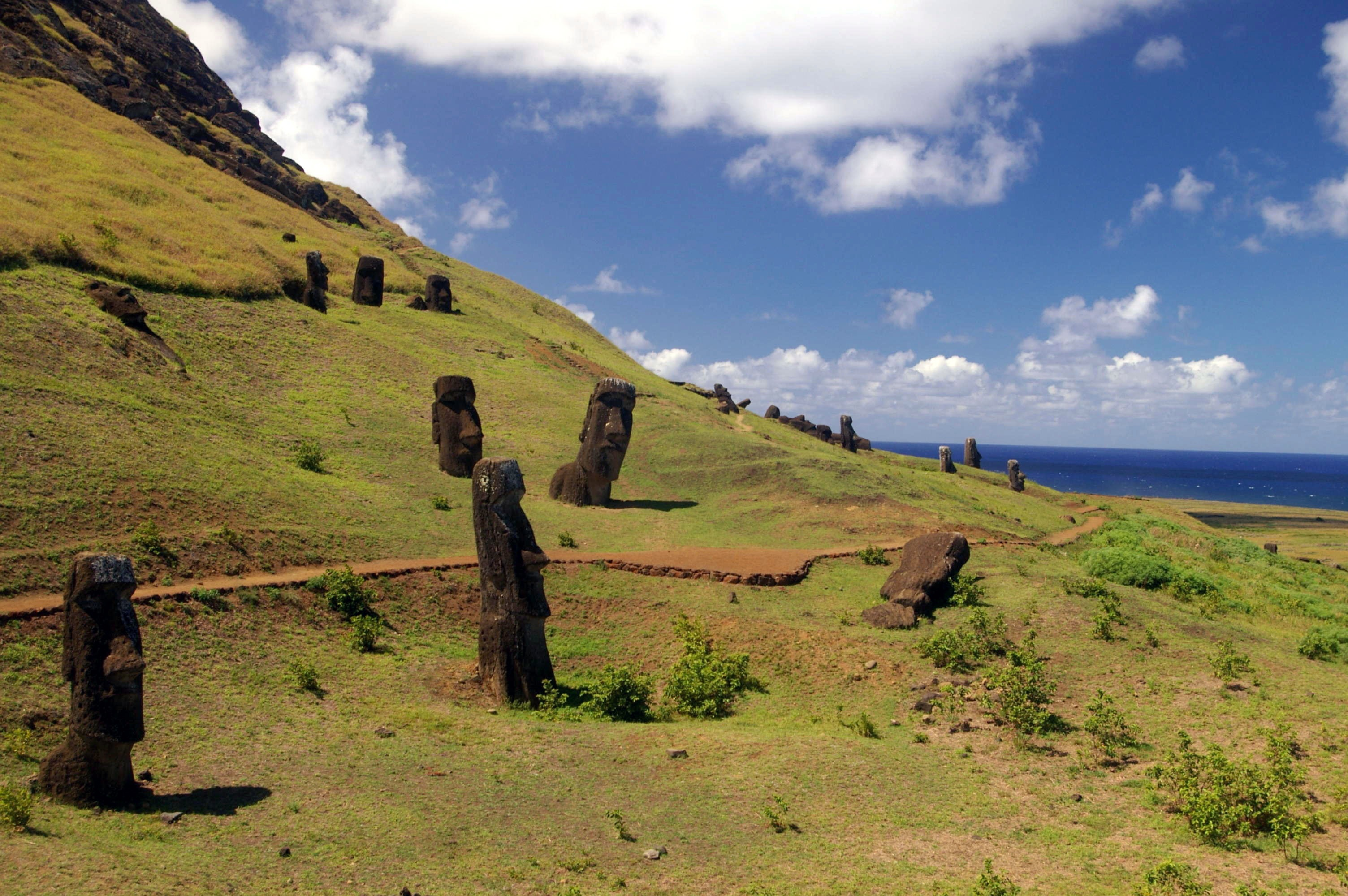
復活節島的森林砍伐。賈德·戴蒙說：「過去許多社會對於過度伐林的未來後果都面臨取捨，復活節島和芒阿雷瓦岛的酋長都只關心眼前，但德川幕府將軍、印加皇帝、新幾內亞高地人及16世紀德國地主則是眼光長遠並復育森林。」

整個史前時代人類都在森林中過著狩獵採集的生活。在亞馬遜雨林、熱帶地區、中美洲及加勒比海等大多數地區，只有當木材和林產品短缺，才會想方設法用永續方式來使用森林資源。
對古希臘歷史上侵蝕和沖積作用的三項區域研究，充分證明了從新石器時代晚期到青銅時代早期大約500～1,000年間，希臘各個地區引進農業之後，發生明顯的土壤侵蝕。公元前後500年間，許多地方都陸續見到劇烈的土壤侵蝕動向。公元前最後幾百年，小亞細亞南部海岸（例如克拉羅斯、以弗所、普里耶涅及米利都）和敘利亞沿海港口，都因為河彎交錯帶來淤泥淤積導致港口廢棄。
近數百年來復活節島土壤侵蝕嚴重，當地農業和森林砍伐更讓狀況雪上加霜。賈德·戴蒙 在《大崩壞—人類社會的明天》中，廣泛研究了古代復活節島民文化的崩壞。他發現島內17～18世紀文化衰退似乎與島上樹木消失若合符節，認為文化崩壞原因就是森林砍伐和資源過度開發。
布魯日港是出了名的淤積嚴重，顯然是上游河谷開墾區增加及森林砍伐所致，港口貿易只好移到安特衛普。中世紀早期法國上普羅旺斯的里耶茲，因兩條河流淤泥沖積將河床抬升，造成洪水氾濫區擴大並逐漸掩埋了羅馬人開墾區，後來建築物都移到地勢較高的地方；與此同時，里耶茲上游河谷也逐漸開發成牧場。

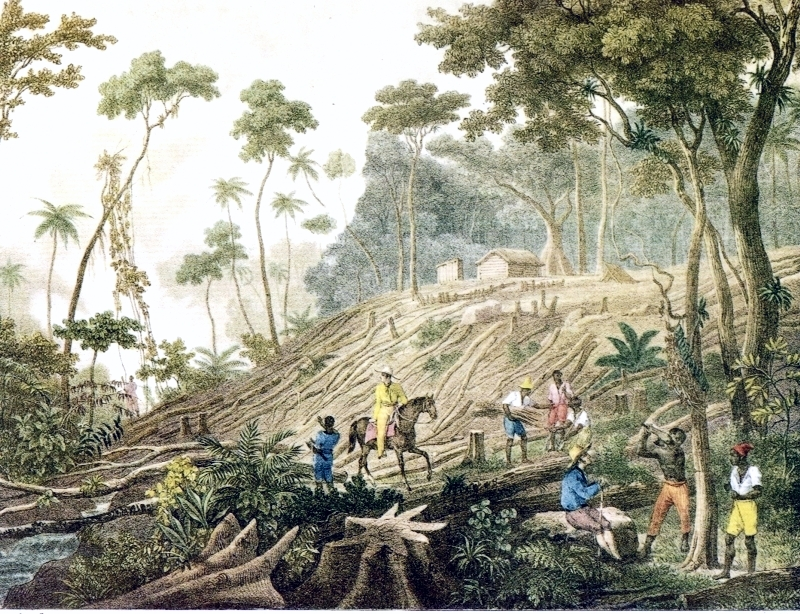
1820–1825年，德國畫家Johann Moritz Rugendas筆下大西洋沿岸森林（巴西）的砍伐情形 。

典型的進步圈套（Progress trap）是城市經常興建在森林地區，以利提供木材發展建築、造船、陶器等工業。但伐林如果沒有搭配植林，當木材供應量跟不上需求，城市失去競爭力後就會沒落，這種先進後退的狀況在古代小亞細亞屢見不鮮，對於燃料、採礦及冶金的需求經常造成森林砍伐及城市荒廢。
由於大多數人口不是直接從事農業生產，就是間接依賴農作物過活，多數地區為了種植農作或畜養牛隻只能繼續開墾，土地壓力始終未減。但是保留足夠的原始綠地可以讓野生動物休養生息，還能收集柴火、木材、水果或放養豬隻。貴族或高階神職人員為了維持動物數量好繼續狩獵，通常也會保護特定林地。
人口向外擴張（以及後續的人口持續成長）主要來自修道院的「拓荒」（尤其是本篤會和商會的要求），以及某些封建領主會提供較優渥的法律和經濟條件來招募農民定居並成為納稅人。就算投機商人總是鼓勵開發新市鎮，居民為了得到保護，主要還是定居在城市周邊農業帶，甚至是城牆內的農業區。當黑死病、美洲殖民潮或毀滅性戰爭（例如，成吉思汗橫掃東歐和中歐、德國三十年戰爭）等因素使得人口迅速減少，導致人口定居區域荒蕪，大自然彷彿收回了土地，但次生林還是缺少原始林的生物多樣性。單是蒙古西征就讓大氣中的碳減少了7億噸，因為戰後很長一段時間，土地上人口稀少，森林得以重新生長並吸收許多二氧化碳。

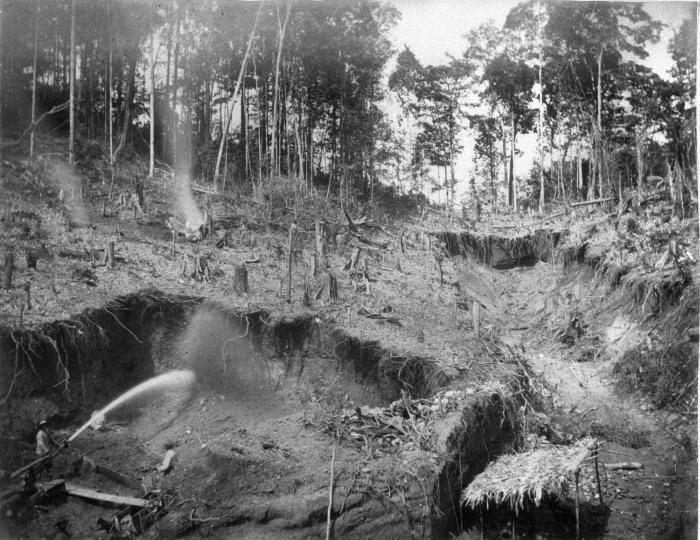
1880–1900年，蘇利南砍伐森林並在山坡上沖刷淘金。

公元1100～1500年，由於人口增加，西歐森林砍伐劇烈。15世紀以降，歐洲沿岸船東大規模建造木製帆船，好在公海上探險、殖民、買賣奴隸及貿易，不只消耗許多森林資源，也是造成14世紀腺鼠疫大爆發的罪魁禍首。海盜猖獗同樣導致森林過度砍伐，以西班牙為例，海盜造成國內經濟疲軟，在哥倫布發現新大陸之後，經濟變得更加依賴於殖民區活動（掠奪、採礦、養牛、務農、貿易等）。
根據葛隆納（William Cronon）在《土地的變遷》（1983年）的分析及報導，17世紀英國殖民者就曾經記錄了新英格蘭地區季節性洪水增加的情形，當時新定居者初來乍到，正陸續砍伐森林以發展農業，他們認為洪水與上游大規模的伐林有關。
近代早期歐洲在工業上大量使用木炭，是西方森林利用的新型態；哪怕是在英國斯圖亞特時期（1603–1714），當時相對原始的木炭生產都達到相當不錯的水準。英國斯圖亞特時期不只大量砍伐森林，也相當仰賴波羅的海貿易來獲得製船的木材，新英格蘭的原始森林當然也被盯上。納爾遜投入在特拉法加海戰（1805年）的每艘英國皇家海軍戰艦都需要6,000棵成熟橡樹來打造。柯爾貝也在法國種植橡樹林，供法國海軍艦隊未來建造之需。至於這些橡樹林在19世紀中葉成熟時，航海業日新月異，蒸汽船取代帆船，已經不再需要木製桅杆則是後話。

諾曼·坎特（Norman F. Cantor）對中世紀晚期森林砍伐後果所下的結論，同樣適用於早期現代歐洲：
中世紀早期數百年，歐洲人生活在廣闊森林間。1250年之後歐洲人砍伐森林太過熟練，以至於到了1500年賴以取暖及烹飪的木材已經短缺；同時還面臨營養不足的問題，因為消失的森林裡原本棲息的大量野味已然滅絕，而整個中世紀，森林一直是肉類高蛋白飲食的供應來源。1500年歐洲處於燃料及營養不足的臨界點，直到16世紀有煙煤可以燃燒、有馬鈴薯和玉米可以食用，歐洲人總算得救。

## 工業時代
19世紀美國引進蒸汽船，是造成密西西比河等主要河川沿岸森林砍伐的原因，對環境的影響是洪水次數增加且氾濫更加嚴重。蒸汽船船員每天都要砍伐河岸木材，做為蒸汽機的燃料。密西西比河流經聖路易斯南方與支流俄亥俄河交匯之處，河道變得更寬更淺更彎曲。為了讓「清障船」便於作業以確保航道暢通，工作人員會清除河岸30～60公尺內的大樹。伊利諾伊州有幾個法國殖民城鎮（例如卡斯卡斯基亞、卡霍基亞和聖菲利普），都在19世紀後期因洪水氾濫而沒落，可供考古之文化記錄也因此湮滅。
世上許多地方都進行過大規模清除林地以拓展農業用地，例如美國中部森林-草原過渡區和北美大平原。20世紀許多開發中國家的森林砍伐彷彿歷史重演。

### 毀林速度

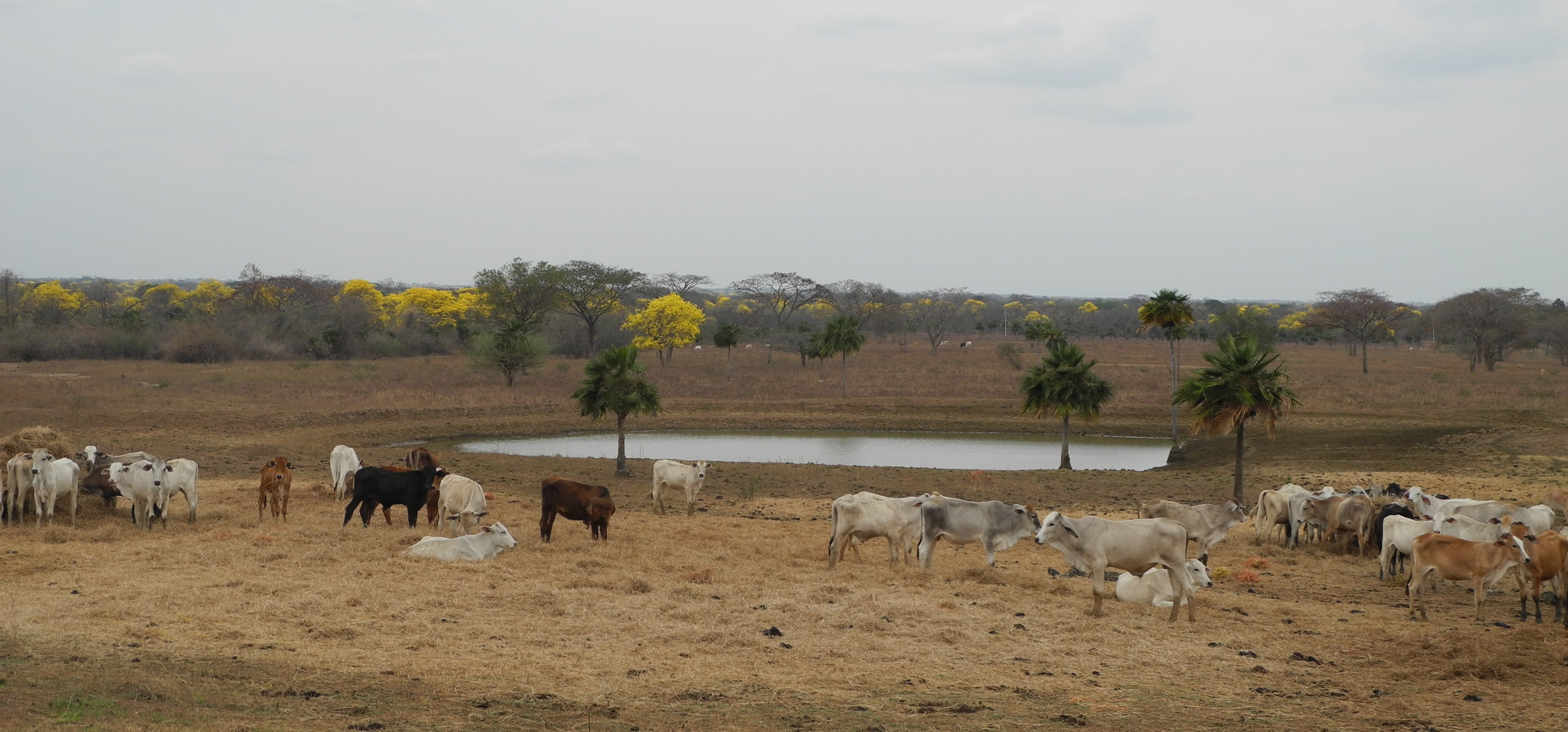
委內瑞拉為了養牛而砍伐森林

對熱帶雨林砍伐程度的估算大相逕庭。

#### 現在狀況
截至2019年全球樹木覆蓋面積減少了近1,200萬公頃。近三分之一（約380萬公頃）的損失來自於原始熱帶雨林，是生物多樣性和碳儲存的寶庫。熱帶雨林砍伐速度相當於每六秒就失去一個足球場大小的面積。

#### 歷史

上個冰河時代結束後，陸地森林覆蓋減少了三分之一。地球表面有29%陸地（149億公頃），扣除冰川覆蓋、沙漠、鹽灘等貧瘠土地，只有71%適合人居住，其中有57%是森林（一萬年前約60億公頃）。2018年只剩38%是森林（約40億公頃）。

1852年後全球森林砍伐速度愈加急遽，1947年地球還有1,500～1,600萬平方公里的成熟熱帶雨林，但是到了2015年其中有一半已被摧毀。全球熱帶雨林覆蓋率從14%下降到6%，光是1960年至1990年間就有20%熱帶雨林遭到破壞。按照這個速度，預計到21世紀中葉，熱帶雨林將完全滅絕。
科學家在2000年初期就預測，2030年全球80%的熱帶雨林將消失，只剩下10%的原始雨林及10%的退化雨林，隨之滅絕的還有數十萬獨一無二的物種，除非採取重大措施並擴展至全球，例如調查盤點尚未遭受破壞的原始雨林並加以保護。

#### 砍伐速度的變化
從2002年衛星照片可以看出，熱帶雨林毀林速度約為每年580萬公頃，比經常引用的數字低了23%。2005年聯合國糧農組織報告認為，雖然地球森林總面積每年還是繼續減少1,300萬公頃，但是全球森林砍伐速度持續減緩。不過2005年衛星照片卻顯示，亞馬遜雨林的森林砍伐速度比科學家估計的多了兩倍。
糧農組織說2010年到2015年，全球森林面積每年淨減少率為330萬公頃。這五年裡森林面積減少最多的是熱帶地區，特別是南美洲和非洲。人均森林面積下降幅度最大的是熱帶和亞熱帶地區，除了溫帶地區，幾乎每個氣候區都有這種情況，因為人口一直增加。
自1990年起，全球因人為砍伐導致的林地損失總計約4.2億公頃，但是砍伐速度已大幅下降。估計2015-2020年，每年森林砍伐速度為1,000萬公頃，低於2010-2015年的1,200萬公頃。:vii
2010-2020 年，非洲的森林淨損失年率最高，為390萬公頃，其次是南美洲，為260萬公頃。自1990年以來，非洲每年的森林淨損失率都在增加。但是，南美洲的淨減少率已經大幅下降，相較於2000-2010年，2010-2020年的淨減速度只剩一半。2010-2020年亞洲的森林淨增長面積最高，其次是大洋洲和歐洲。儘管如此，歐洲和亞洲在2010-2020年的淨增加率都遠低於2000-2010年。大洋洲在1990-2000年和2000-2010年的森林面積都是淨減少。:15-18
有人認為熱帶雨林的速度越來越快。雨林基金會（RFUK）指出：「聯合國數據的基礎是其森林定義，即區域內樹木覆蓋率至少10%，所以雨林涵蓋的區域，實際上卻包括草原生態系統及嚴重受損林地，甚至目前根本沒有樹木，但將來『預計』會植樹的土地也算是森林。」還有批評者說糧農組織沒有區分森林類型，而且太依賴各國林業部門的報告，而沒有考慮到官方的盲點（如盜伐）。雖然數據有不確定因素，但大家還是認為破壞雨林是重要的環境問題。

#### 分析方法

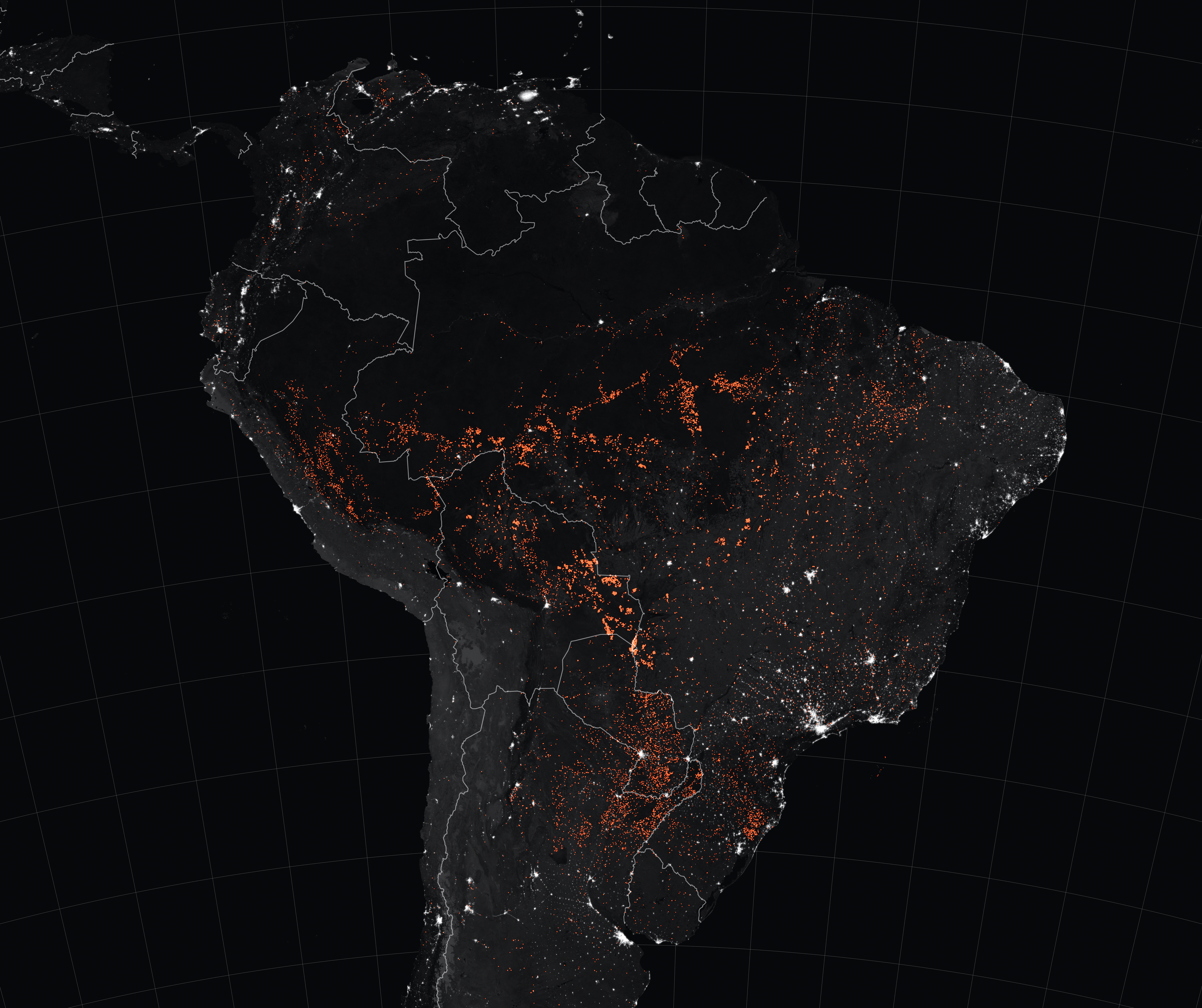
2019亞馬遜森林大火衛星圖片（MODIS）

有人主張森林砍伐趨勢可能照著庫茲涅茨曲線走，但是真這樣的話，我們就很難把森林非經濟價值損失（例如物種滅絕）的風險加以逆轉了。
也有製圖人員試著用示意地圖，按照國家地區劃分的方式，來說明大範圍的森林砍伐狀況。

#### 不同地區的森林砍伐狀況
世界各地的森林砍伐率都不相同。

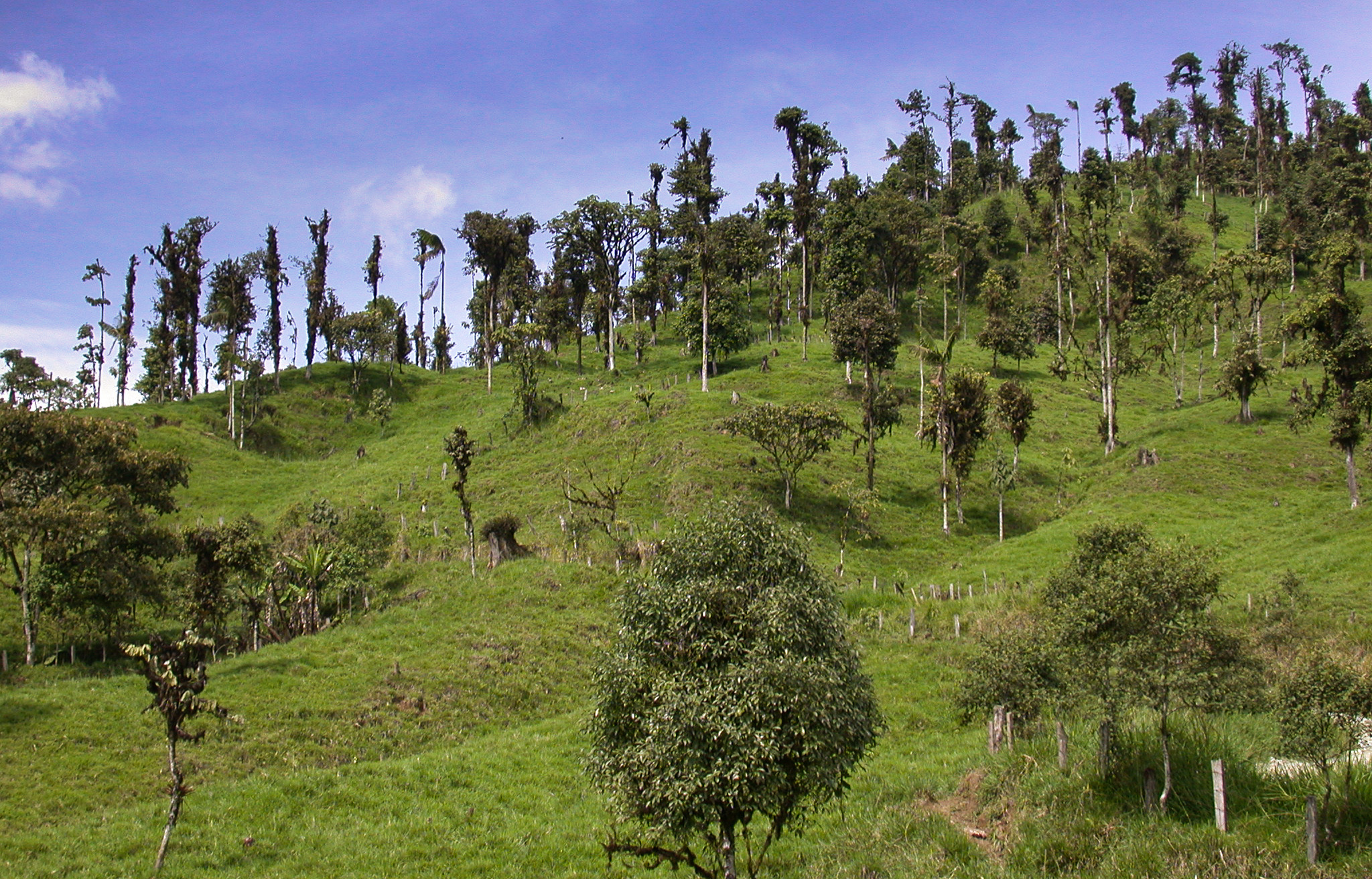
厄瓜多皮欽查省砍伐云雾森林當作牧場

1900年以降，西非沿海90%熱帶雨林已經消失。馬達加斯加東部雨林也減少九成。
南亞大約88%的熱帶雨林已經消失。

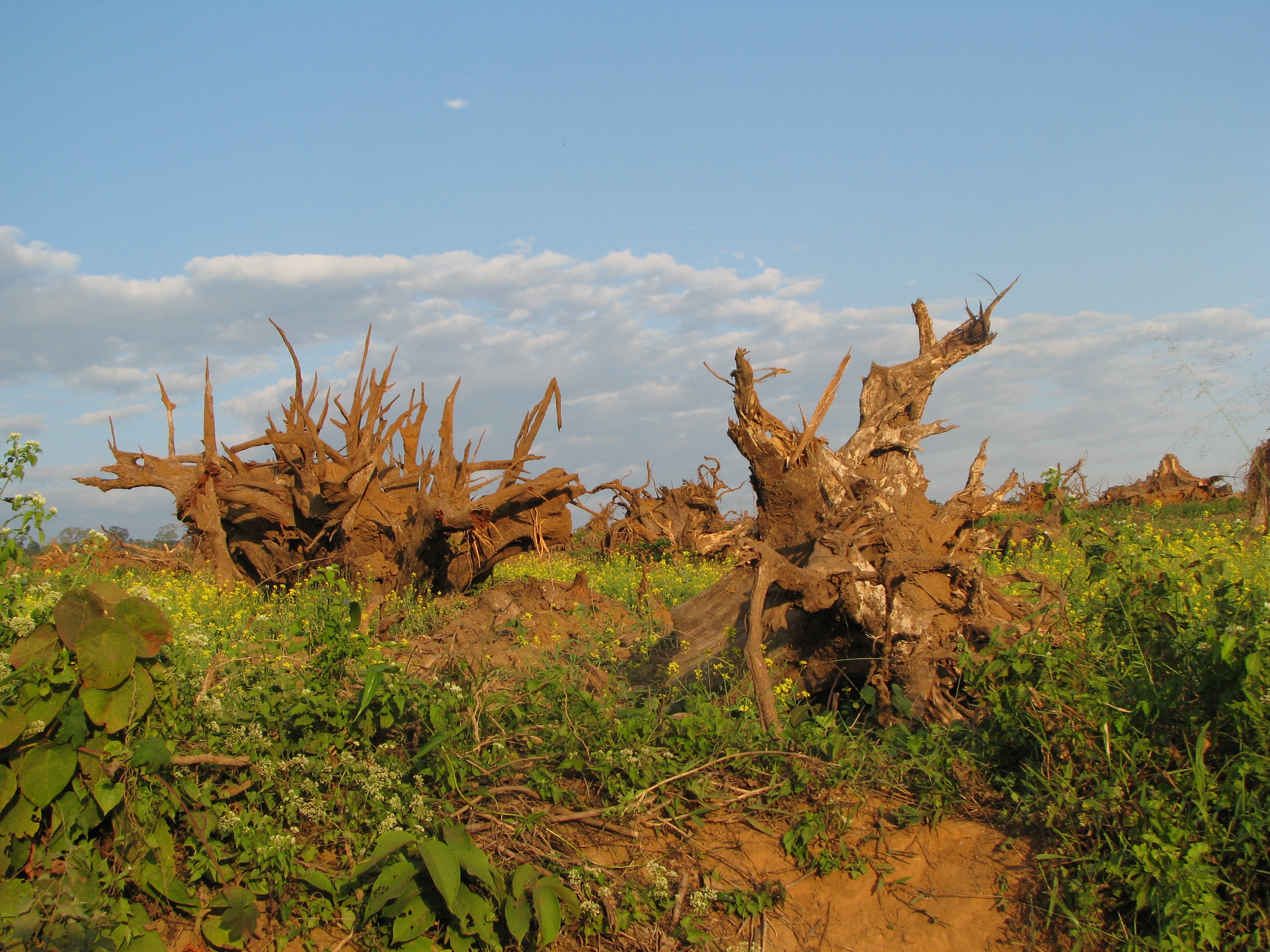
印度的帕克老虎保護區周邊森林砍伐情形

諸如墨西哥、印度、菲律賓、印尼、泰國、緬甸、馬來西亞、孟加拉、中國、斯里蘭卡、寮國、尼日、剛果、利比亞、幾內亞、加納和象牙海岸都喪失大片熱帶雨林。
世上熱帶雨林大部分都在亞馬遜盆地，覆蓋面積約400萬平方公里。亞馬遜八成的森林砍伐是為了養牛，因為巴西是世上最大的牛肉出口國，亞馬遜地區也是世界上最大的養牛區。2000至2005年間，中美洲及熱帶亞洲是熱帶雨林砍伐率最高的地區，每年減少1.3%森林。1950年以來中美洲三分之二低海拔熱帶雨林變成牧場，近40年更有40%熱帶雨林滅絕。巴西大西洋沿岸森林已經消失90-95%。2019年6月巴西森林砍伐量比2018年同期增加88%；即使已經宣布森林砍伐是國家緊急狀態，巴西2019年仍然砍伐130萬公頃森林。根據2010年隨機兩個月ㄉ抽樣研究，巴拉圭西部天然半濕潤森林正以每年15,000公頃的速度消失。巴拉圭議會2009年卻否決了全面停止砍伐原始林的立法條文。
到2007年，海地的森林剩不到50%。

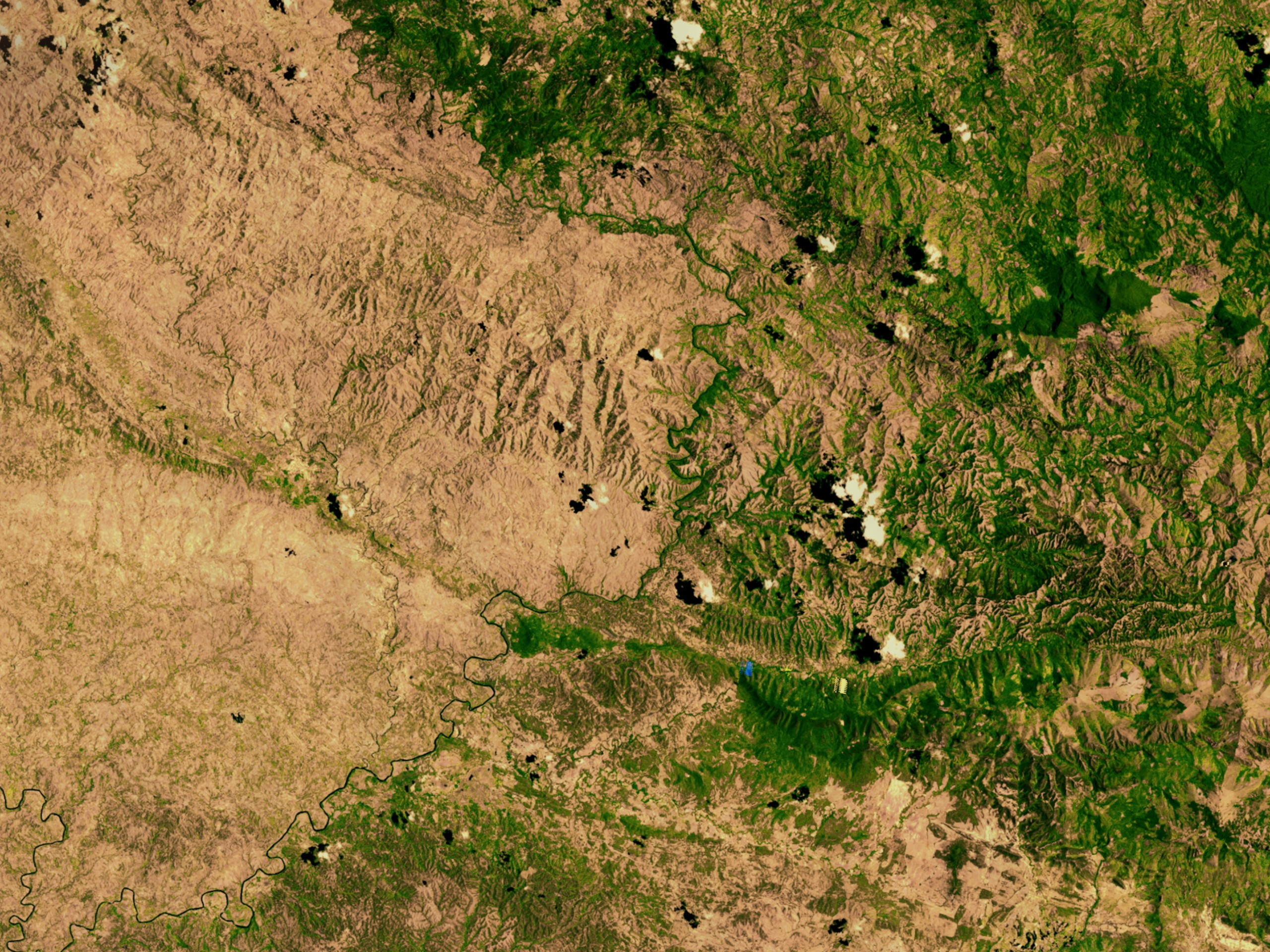
海地中部森林砍伐狀況（衛星圖）。左邊是海地，森林砍伐殆盡，右邊是多明尼加。

世界自然基金會（WWF）的生態區域專案，對全球的棲地類型進行編目，其中，世界陸地生態區（TEOW）涵蓋了森林砍伐造成的棲地喪失，舉例來說，哪怕是在加拿大某些森林比較茂密的區域，像橫跨中部大草原各省的大陸森林區，也有一半以上的森林消失或退化。
2011年，保護國際列出了全球最瀕危10大森林，共同特點是全都喪失了90%以上的原始棲息地、皆各自擁有至少1,500種當地特有植物物種。
| 瀕危森林                | 地區   | 殘餘棲地 | 主要植被類型                                 | 備註                                                          |
| ----------------------- | ------ | -------- | -------------------------------------------- | ------------------------------------------------------------- |
| 印度-緬甸               | 亞太區 | 5%       | 熱帶和亞熱帶濕性 常綠闊葉林                  | 包括緬甸、泰國、寮國、越南、 柬埔寨及印度的河岸、濕地及紅樹林 |
| 新喀里多尼亞            | 亞太區 | 5%       | 熱帶和亞熱帶濕性 常綠闊葉林                  | 詳見註                                                        |
| 巽他古陆                | 亞太區 | 7%       | 熱帶和亞熱帶濕性 常綠闊葉林                  | 印度-馬來亞群島的西半部，包括 婆羅洲南部和蘇門答臘            |
| 菲律宾                  | 亞太區 | 7%       | 熱帶和亞熱帶濕性 常綠闊葉林                  | 包括整個國家7,100 個島嶼的森林                                |
| 大西洋沿岸森林          | 南美洲 | 8%       | 熱帶和亞熱帶濕性 常綠闊葉林                  | 巴西大西洋沿岸延伸到巴拉圭、 阿根廷和烏拉圭部分地區的森林帶   |
| 中國西南山區            | 亞太區 | 8%       | 溫帶針葉林                                   | 詳見註                                                        |
| 加州植物區              | 北美洲 | 10%      | 熱帶和亞熱帶乾性 常綠闊葉林                  | 詳見註                                                        |
| 東非沿海森林            | 非洲   | 10%      | 熱帶和亞熱帶濕性 常綠闊葉林                  | 莫桑比克、坦桑尼亞、肯亞、 索馬利亞                           |
| 馬達加斯加和 印度洋群島 | 非洲   | 10%      | 熱帶和亞熱帶濕性 常綠闊葉林                  | 馬達加斯加、模里西斯、葛摩、 留尼旺、塞席爾、                 |
| 舊熱帶界                | 非洲   | 11%      | 熱帶和亞熱帶濕性 常綠闊葉林、 山地草原和灌叢 | 非洲東部邊緣的森林，北至沙烏地 阿拉伯，南至辛巴威             |

保護國際還列出其他的瀕危生態熱點 ，可點選地圖的特定區域，探索該區相關資料。

## 控制森林砍伐

### 減少排放溫室氣體
聯合國及世界銀行等主要國際組織已經開始制定計畫以遏止森林砍伐。諸如：「減少毀林及森林環境劣化造成的溫室氣體排放計畫」（REDD ），直接給予金融補助或用其他激勵措施，來促使發展中國家限制或減少毀林。問題還是資金，2009年12月在哥本哈根舉行的聯合國氣候變化框架公約（UNFCCC）第15次締約方大會（COP15），已開發國家達成了協議，承諾要新增額外資源，透過國際機構對於開發中國家的林業和相關項目進行投資，2010-2012年投資金額可達300億美元。確認開發中國家是否遵守REDD協議目標，來推行相關重要工作的監測方法也在運作，靠衛星圖像及相關數據來進行遠程森林監測，包括：全球發展中心（CGD）保護森林主動監測計畫（FORMA ）、地球觀測團的森林碳追踪台及全球森林觀察倡議（GFOI）。COP15也強調森林監測指導方法。華盛頓國際政策中心（CIP）資助環保組織「避免毀林夥伴」（Avoided Deforestation Partners ）來引領REDD拓展行動。2014年聯合國糧農組織及合作夥伴推出了開源軟體Open Foris ，幫助各國收集、製作和傳播森林資源現狀資訊，它完整支援森林資源周期，涵蓋了需求評估、設計、規劃、當地數據收集與管理、預算分析到傳播，也運用了遙感圖像處理工具，規格如同REDD、MRV（測量、報告和驗證）及糧農組織《全球森林資源評估 》等國際型報告。
評估減排的總體影響時，大家特別關注的是高森林覆蓋率+高毀林率（HFHD）和低森林覆蓋率+高毀林率（LFHD）的國家。列入HFHD的有巴西、柬埔寨、朝鮮、幾內亞、馬來西亞、索羅門群島、東帝汶、委內瑞拉和桑比亞，列入LFHD的有阿富汗、貝南、波札那、緬甸、蒲隆地、喀麥隆、查德、厄瓜多、薩爾瓦多、衣索比亞、加納、瓜地馬拉、幾內亞、海地、洪都拉斯、印尼、利比亞、馬拉威、馬利、茅利塔尼亞、蒙古、納米比亞、尼泊爾、尼加拉瓜、尼日、奈及利亞、巴基斯坦、巴拉圭、菲律賓、塞內加爾、獅子山、斯里蘭卡、蘇丹、多哥、烏干達、坦尚尼亞和辛巴威。
企業也可以控制森林砍伐。2018年世界最大棕櫚油貿易商豐益國際要求供應商避免森林砍伐。
2021年，100多位各國領導人（這些國家擁有世上85%的森林）承諾2030年要停止並反轉毀林及林地退化的情形。

### 保護森林費用案例
玻利維亞上游湖泊盆地的森林砍伐造成水土流失和水質變差等環境問題。由氣候發展知識網（CDKN （页面存档备份，存于） ）贊助，Rare Conservation （页面存档备份，存于） 及Fundación Natura Bolivia （页面存档备份，存于） 執行的創新方案試著改善這些問題，讓下游用水者支付費用給上游地主以保護森林，具體做法是捐助者每投入20美元給水資源基金，以獎勵地主保護樹木、避免養殖污染、提高生物多樣性和森林碳排放量（2公頃保水森林 x5年），當地就以30美元購買1個蜂箱送給地主，而每公頃保護林的蜂蜜收入約為每年5美元，換算下來，地主除了得到20美元補償金，出售蜂蜜還可以賺50美元（即每年每公頃森林有7美元收益）。

### 各層級政策—國際、國家及地區

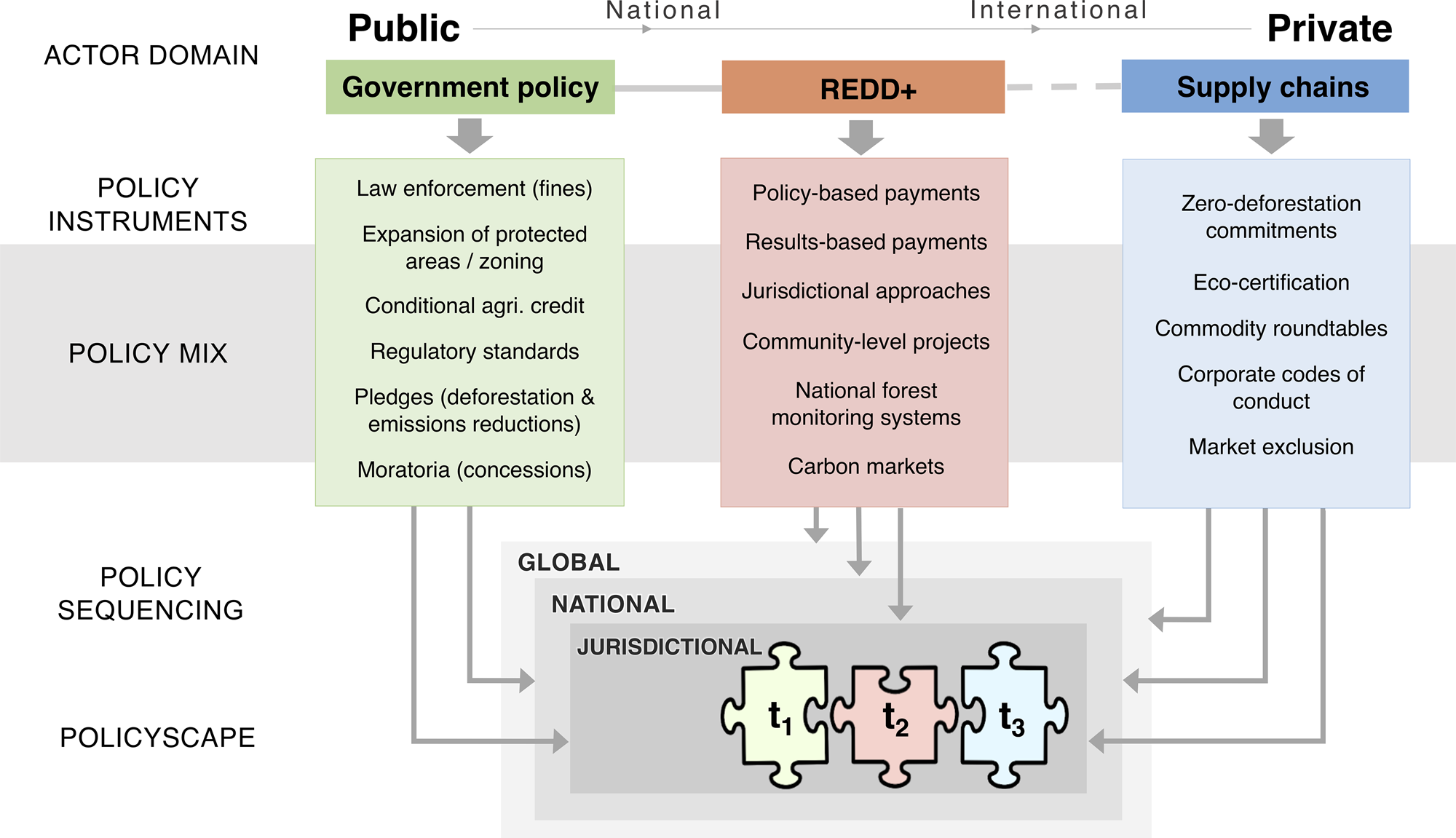
終止毀林治理政策的綜合概念架構。從公共領域過渡到個人團體，在國家與國際層級可以架構出三個行動領域—國內公共政策、REDD+及永續供應鏈，對應到政策制定、具體成果及政策組合，在各自的環節中，合作實現終止毀林的目標。

森林保護政策包括資訊公開及教育計劃，都要回歸到政府授權的活動及方案，才能提高「森林技術人員及管理者」的效能，使經濟措施確實地增加收入。我們知道農民貧困及租金壓力是造成森林砍伐的主因。當前國內外領袖或許能夠制定政策並加以執行，確保重點保護森林區的經濟活動可以和科學方法所認定的各項價值相符合，達到保護森林生態系統、緩解氣候變化及相關目的。
森林保護政策可組合運用技術方案或經濟手段，達到相輔相成的效果。諸如降低牛肉生產、銷售及消費的整體水準（這對緩解氣候變化有重大幫助），提升特定經濟活動（例如造林、森林保護、永續農業和第四產業）水平，要求產品訊息透明化，提供履歷認證及產品標章，課徵環保關稅，建立所需的監測紀錄及可追溯機制。
制定並執行類似政策可以讓全球逐步淘汰毀林相關牛肉產品。藉著有序的政策架構來安排現行或未來的環保政策，更能實現多軸綜合管理，充分達成緩解氣候變化相關目標，例如2021年聯合國氣候變化大會對《巴黎協定》的確認及增補條文，以及2030年停止森林砍伐等協定。

### 土地權
長期以來原住民團體在第一線對抗森林砍伐。而將土地權從公有領域轉讓給當地原住民，算是有成本效益的森林保護策略。還要在現行法律上對這些權利加以保護，例如印度《森林權利法》。對中國而言，這種權利讓渡可能是近代最大的土地改革，被認為有助於增加森林覆蓋率；在巴西，原住民團體擁有使用權的森林區，其砍伐率甚至低於國家公園。

### 降低農業影響森林
人們已經在研發新方法來提升農作的生產效能，例如品種改良之高產作物、溫室、垂直農法、自給建築花園和水耕栽培。這些方法主要是靠開發新技術來維持必要產量（而非開發林地）。循環農業中，放養牛隻的農地得以休養生息，有「厚加糞壤，以助地力」之效。集約農業則加速消耗作物生長所需的微量礦物質來減少土壤中過剩營養素，或是用石灰及其他養分來改善過度施肥造成的酸性土壤。然而運用永續農業食用林概念還是較有前景的方法，透過精心設計的仿天然林農耕系統，按照食物、木材和其他用途，來安排植物和動物物種。這種系統對化石燃料和農用化學品的依賴程度低，自給能力強，生產力高，對土壤、水質及生物多樣性都具有正面強大的效果。
有鑑於肉類及牛奶生產對環境的衝擊，人們也研發產品以取代肉類及牛奶，如發酵食品、單細胞蛋白等。對於養牛業的相關經濟效應尚待觀察，例如大豆的生產及出口，因為大豆也是牛的飼料。

### 監測森林砍伐

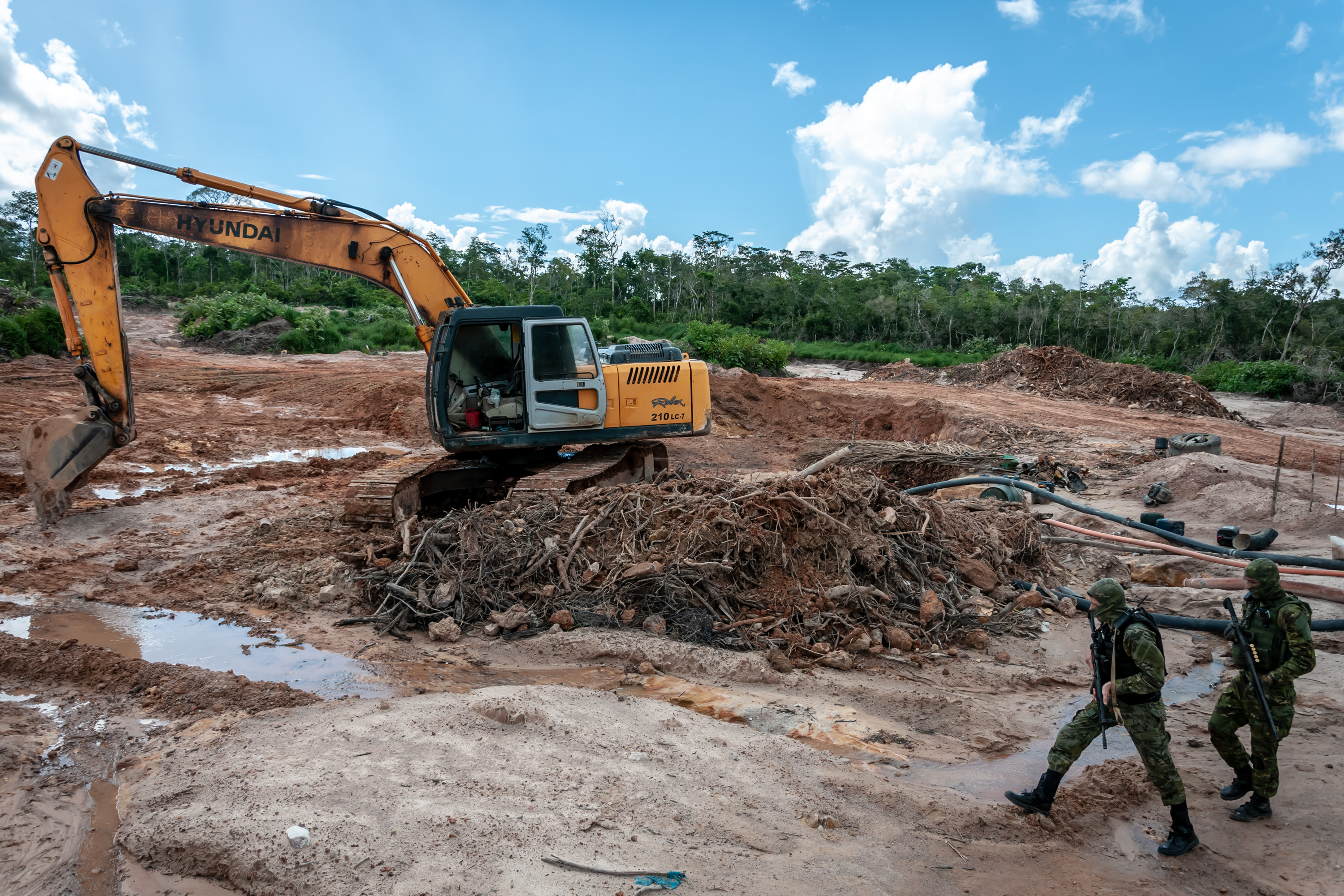
巴西坎普斯亞馬遜國家公園的 Tenharim do Igarapé Preto原住民保護區，巴西環境及可再生自然資源研究所（IBAMA）的專業檢查組正在對抗森林砍伐和錫石開採。

有很多種可靠的方法適合用來監測森林減少砍伐。例如「對航空照片或衛星圖像進行視覺解釋」，這是勞力密集的方法，不需要高階電腦圖像處理或耗費大量計算資源。方法還有「熱點分析」，用專家意見或衛星數據粗分辨率先進行定位，再應用高分辨率衛星圖像進行詳細數據分析。森林砍伐監測通常是針對目前所觀測的森林面積進行量化評估。從環境角度來看，將森林損害及其後果做量化評估顯得更重要些，但是站在保全森林的角度，會更側重於林地保護和土地利用替代方案以避免繼續砍伐森林。森林砍伐率和森林砍伐總面積兩項指標，已廣泛用於許多地區的森林砍伐監測，包括巴西國家太空研究院（INPE）監測亞馬遜森林砍伐。還有全球衛星圖片可以應用，例如土地變化科學對地表所做的長期監測。

### 森林管理
幾百年來人們早就知道砍伐森林會破壞環境，甚至導致社會崩壞，所以有些地區會努力阻止或減緩森林砍伐。在東加王國，高層頒布政策，防止森林砍伐的短期農作收益及長期環境問題之間的衝突；17-18世紀的日本德川幕府，將軍們制定了相當複雜的長期計劃，諸如用其他產品替代木材，更有效率地利用現有耕地，來阻止甚至扭轉過去幾百年來的森林砍伐；16世紀的德國地主發展造林學，企圖解決森林砍伐問題。然而這些政策往往侷限在降雨充足、沒有旱季及土壤非常年輕（經過火山作用或冰期）的環境。在老化及貧瘠土壤上，樹木生長太慢，造林難有經濟效益。而在旱季明顯地區，一把森林大火有可能在樹木成熟前就毀了心血。
在「刀耕火種」的慣行區域，改用「刀耕炭種」可以防止急速砍伐森林和後續土壤退化問題。「刀耕炭種」所產生的生物炭回存土地，既是長效的碳封存方法，也是極有益的土壤改良劑。與生物質混合後可以形成亞馬遜黑土，是世上最肥沃的土壤之一，也是少數能夠自行再生的土壤。

#### 永續方法
森林認證認可計劃和森林管理委員會（FSC）等全球認證系統所提供的證明，透過永續管理森林形成的木材市場，有助於處理森林砍伐問題。聯合國糧農組織說「永續森林管理能不能成，在於對永續生產的產品需求，以及消費者支付更高成本的意願。認證代表從監督機制轉變成市場激勵，有助於促進永續森林管理。認證可以凸顯永續管理森林林產品的正面意義，焦點在於環境保護也能滿足消費需求。」雨林救援組織則認為森林管理委員會等組織的認證標準，和木材工業的利益連結得太緊密，因此不適合擔負森林管理的環境及社會責任。實際狀況是由於監測系統不足，世界各地都發生了偽造森林認證標章及產品等詐欺案例。
有些國家已經採取措施來增加樹木數量。1981年，中國公布全國植樹造林日，現在森林覆蓋率已達到國土面積的16.55%，20年前僅有12%。

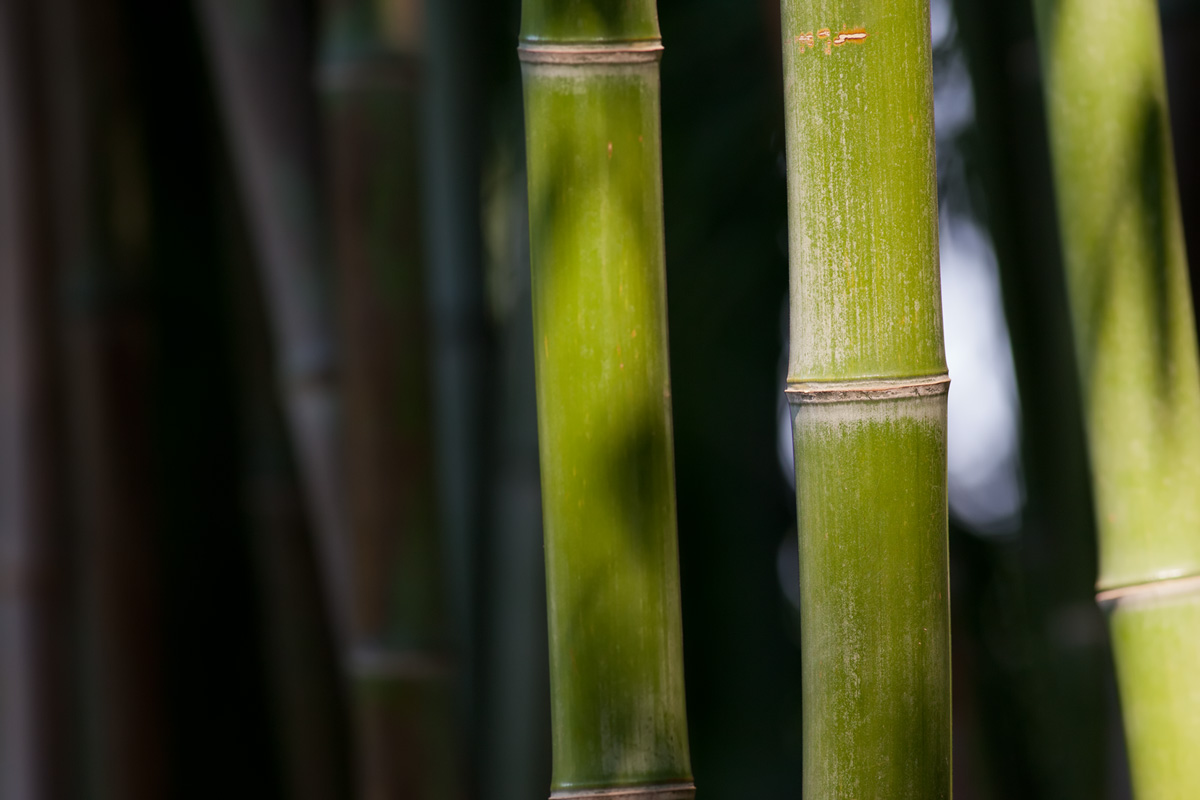
有人提倡竹子比起木材，是更永續的燃料替代品

竹材比木材更能達到清潔燃燒，而且竹子成熟速度快得多，能更快供應，減少森林砍伐。

### 林地復育

#### 人工林
世界各地重新造林（reforestation）及植樹造林（afforestation）讓林地面積增加中，特別是東亞國家。世上森林面積最大的50個國家中，有22國森林面積增加。2000年至2005 年，亞洲增加了100萬公頃森林。1992至2001年，薩爾瓦多熱帶雨林擴展超過20%。研究指出按照這個趨勢，2050年全球造林面積將增加10%，相當於印度國土大小。
糧農組織所謂「重新造林」，是把自然因素（火災、風暴）或人為砍伐所減少的森林加以重建，並未新增森林面積。「植樹造林」則是在原本不是森林的土地上（例如荒蕪農業區）打造新森林。
森林淨損速度逐步下降，從1990-2000年的每年780萬公頃、2000-2010年的每年520萬公頃，到2010-2020年的每年470萬公頃。但是近十年由於森林增加速度趨緩，森林淨損速度的下降幅度也變小。
中國的森林砍伐狀況嚴峻，中國當局曾要求11～60歲身強力壯的公民每年種植3～5棵樹，或從事等量的森林服務工作。官方說1982年以來每年至少種植10億棵樹，如今雖已達標不再需要種樹，但每年3月12日還是植樹節。並啟動了三北防護林工程，要用植樹來阻止戈壁沙漠的荒漠化狀況；可是樹木種植後死亡比例高達75%，工程不算成功。1970年迄今，中國森林面積增加4,700萬公頃，樹木總數約為350億棵，森林覆蓋率從1981年的12%上升到2001年的16.55%，增加約4.55%。2010-2020年，中國森林面積每年淨增長約194萬公頃，其中人工種植林約占58%。:17,151
中國還提出更有雄心的計畫：空中播種再造林、土壤侵蝕控制系統，並研擬類似卡達「撒哈拉森林專案」結合「海水溫室」（太陽蒸發海水至空中，遇冷凝結成雲降雨落至大地的）的植林專案。
西方國家的消費者對永續方式採伐生產之木材產品的需求不斷增加，促使林地所有者及森林工業要更加負責落實森林管理和木材砍伐的做法。
美國非營利組織「植樹節基金會 （页面存档备份，存于）」的雨林救援計劃是幫助防止森林砍伐的慈善工作。用捐贈善款搶先於木材公司前先買下雨林土地並加以保護。避免森林砍伐同時，也維持當地原始部落的生活方式。Community Forestry International（2015年解散）、Cool Earth、大自然保護協會、世界自然基金會、保護國際、非洲保護基金會 （页面存档备份，存于）及綠色和平等組織也致力於保護森林棲息地。綠色和平還特別繪製尚未遭受破壞之珍貴原始林地圖並公布在網路上。世界資源研究所 （页面存档备份，存于）接著做了一張更簡要的專題地圖，對照人類出現前（約8,000年前）的森林分布狀態和目前已經滅絕的區域。從地圖可以一望而知要造多少的森林才能彌補人類破壞的區域。

#### 與保護原始林做比較

1984-2018年亞馬遜雨林砍伐狀況的縮時圖

歐盟委員會及其他研究人員發現，從環境服務的觀點，最好還是避免砍伐森林，而不是砍完再造林，因為砍伐原始林對於生物多樣性消失及土壤退化等，都可能產生不可逆的影響。此外，新種植的北方森林，土壤裡原本固存的碳被釋放出來的可能性也比原始林更高。破壞熱帶雨林所造成的全球溫室氣體排放量，在2019年前可能都一直被大幅低估。更別說重新造林及植樹造林的將來效益還不清楚，不如完整保持現有森林以免捨近求遠。保護熱帶成熟雨林以及限制森林砍伐所帶來的碳封存好處，對於全球暖化的幫助，需要幾十年甚至更久的時間才能顯現。也有專家認為植樹無法取代原始林，「保護或復育含碳量豐富的原生生態系統，特別是原始林」方為「首要的氣候解決方案」。

## 軍事對毀林的影響

### 軍事造成毀林
雖然森林砍伐主要是來自人類的農業需求及城市化，但是軍事也可能軋了一腳。例如1945年二戰結束後，美國有意地砍伐德國佔領區森林。冷戰開始前，戰敗德國仍被視為潛在威脅，而非將來盟友。同盟國應對的方法是降低德國工業潛力，包括摧毀森林。來自美國政府的消息來源，說這樣做的目的是「徹底摧毀德國森林以防變成未來戰備物資」。大砍特砍所破壞的森林「可能要花上100年以上長期的林業培育才能恢復過來」。
軍事行動也可能導致森林砍伐。例如1945年沖繩島戰役，轟炸及相關作戰行動，將原本鬱鬱蔥蔥的熱帶森林，變成「滿佈泥漿、子彈、爛肉生蛆的廣袤戰場」。

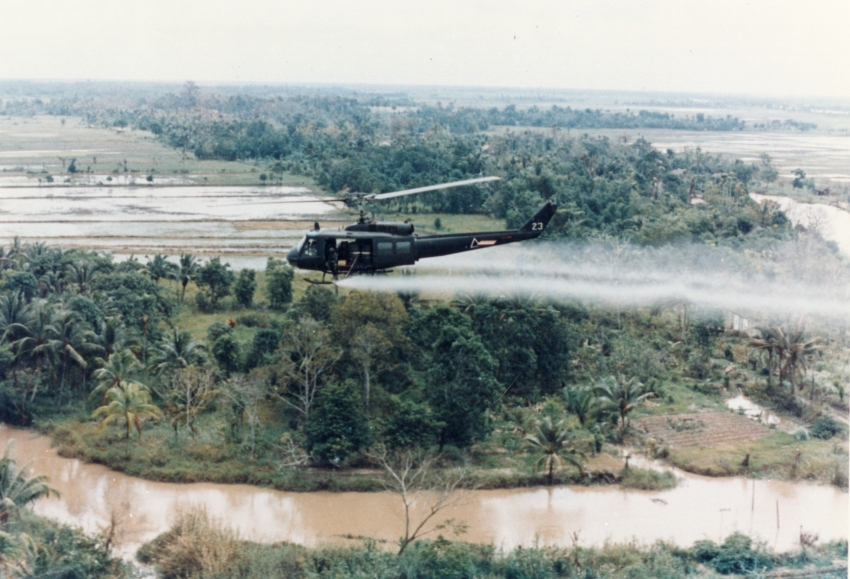
越戰期間，美國陸軍UH-1直升機噴灑橙劑

軍隊運用戰術也可能造成森林砍伐。俄羅斯帝國在19世紀中葉征服高加索地區，森林砍伐可能就是成功原因。英國在馬來亞緊急狀態期間，以及美國在韓戰及越戰期間，都曾使用落葉劑或橙劑來摧毀叢林。

### 軍事減緩毀林
軍事技術、軍事組織和軍隊也可以用來保護森林。巴西政府主導的計劃就部署了國家正規軍隊，以防止亞馬遜地區的森林砍伐。

## 全球森林被开伐情况
在位于东南亚至太平洋群岛的天堂雨林，是地球上唯一的原始雨林。根据官方数据和报告，印度尼西亚估计有76%-80%的采伐为非法，巴布亚新几内亚更有90%以上的采伐违反当地的宪法和法律。亚马逊雨林是地球上最大的热带雨林，巴西政府在2006年承认大约有63％来自巴西亚马逊地区的木材取自非法来源，凶杀、暴力、压榨劳工、非法取得公共土地的现象随处可见。位于刚果盆地的大猿森林是世界第二大雨林，也是非洲物种最丰富的地区。现在，大猿森林的85%已经消失，但工业采伐的威胁从未停止。地球之友估计非法采伐的比例在当地高达50％。同样，非法采伐的问题在俄罗斯远东地区尤为严重，据世界银行在2005年的估算，大约有40％来自该地区的木材系非法来源。

### 衣索比亞
衣索比亞森林砍伐的主因是人口增長及隨後增加的農業、畜牧業及木炭等需求，相關原因還有人民教育程度低和政府不作為。衣索比亞目前應對毀林的做法雖然不多，但是非洲農場 （页面存档备份，存于）等組織正在與政府合作建立林業系統。衣索比亞是非洲人口第三多的國家，缺雨和自然資源枯竭已造成多次饑荒，降雨已經越來越少，森林砍伐讓儲水量降得更低。當地農民說森林原本茂密，充滿自然生命，後來人口過度擁擠，紛紛湧入至森林區種植莊稼、伐木出售柴火。
過去50年埃衣索比亞已減少98%森林面積。20世紀初約有35%的森林覆蓋率（42萬平方公里）。2020年報告顯示衣索比亞目前森林覆蓋率約為15.5%（含人工林），從1990年到2005年已失去了14%的森林，約為21,000平方公里。

### 馬達加斯加
起初島上大地饒富生產力，但是大規模森林砍伐使得94%國土荒漠化、供水量退化及土壤流失。除了早期已經砍伐的沿海雨林及中部高地森林，其餘大部分損害發生在脫離法國獨立之後，當地人民為了生存而大量使用刀耕火耨的農業技術，為快速增長的人口提供食物、淡水和衛生設施。

### 奈及利亞
糧農組織說單就原始林而言，奈及利亞森林砍伐率可能是世界上最高的。原始林面積從1990年的262,603平方公里，下降至2020年的214,107平方公里，損失約48,496平方公里，原因包括木材採伐、刀耕火種農業和石油生產。

### 巴西
巴西森林砍伐率受到商品價格及世界人口增長的影響甚鉅。大豆新品種的貿易需求使得原本的牧牛場及農場紛紛轉作，接著導致新一波的森林砍伐。大西洋熱帶雨林面積已縮小到原始面積10%不到，亞馬遜雨林每天發生600起火災，看來很快就會步上後塵。雖然已經有許多森林保護的做法，但國家公園或保護區仍看不到顯著改善。2008年巴西政府宣布亞馬遜地區森林砍伐率創下歷史新高。

### 印尼

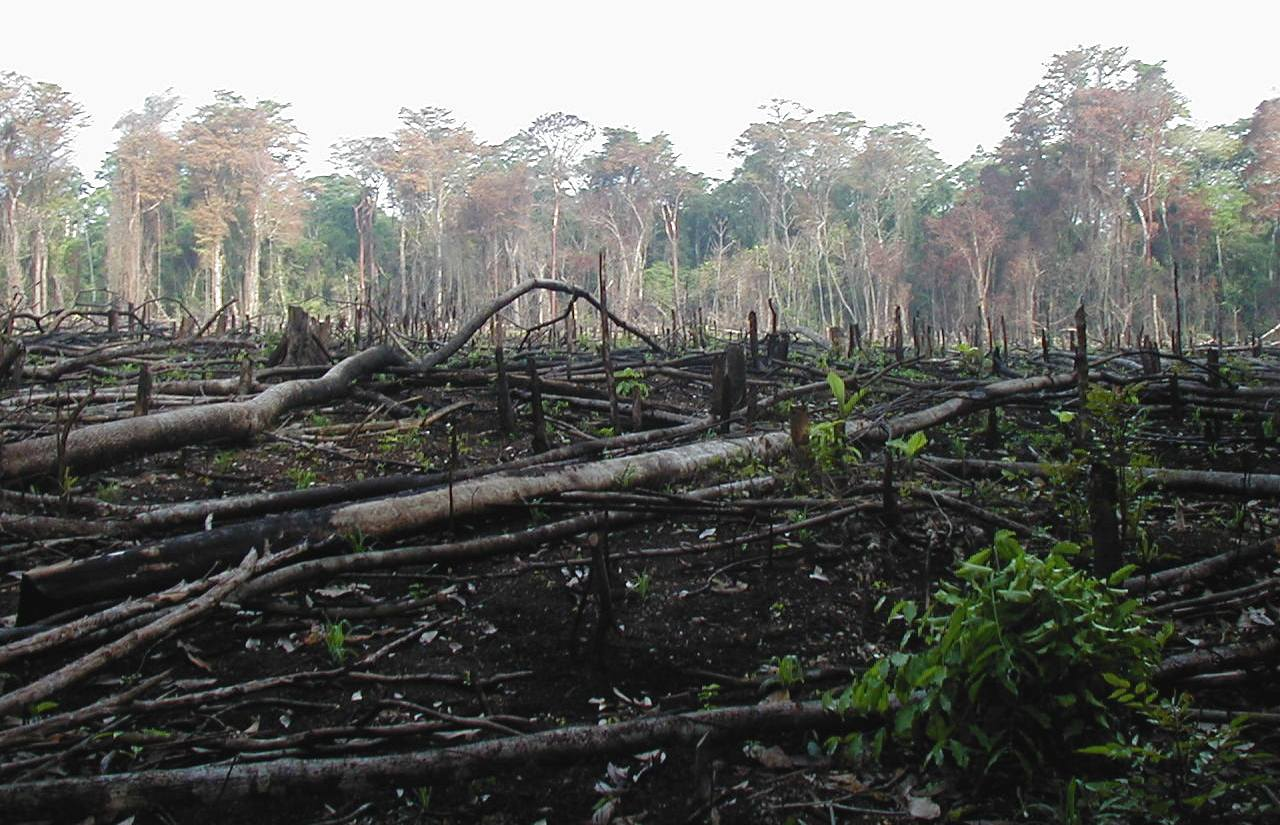
刀耕火種砍伐森林（墨西哥）

從1990年到2020年，印尼有四分之一的原始林消失，總面積達307,900平方公里。印尼是世界第三大溫室氣體排放國，主因是森林砍伐。印尼大量原始森林被跨國企業砍伐並改種其他經濟作物。蘇門答臘有數百萬公頃的森林砍伐，是雅加達政府為了償還國債和發展發展經濟，接接受跨國公司而為之。加里曼丹森林砍伐的後果嚴峻，1991年～1999年，火災無法控制造成大片森林燒毀，汙染整個東南亞的空氣。農民們每年都會放火燒林（全世界有5億人使用這類技術）。印尼森林砍伐的主因是木材工業，由中國和日本主導。

### 美國
在歐洲人到來之前，美國目前領土大約有一半是森林（1600年約400萬平方公里）。之後300年林地砍伐主要用於農業，砍伐速度與人口增長，若合符節，人口每增加一人，就多開發1～2公頃耕地，趨勢持續到1920年代；之後人口雖持續增長，但耕地拓展趨於穩定，甚至有廢棄農田恢復成森林。林地自1952年起有所增加，1963年達到308萬平方公里的高峰。1963年後森林面積略為下降，1997年後又小幅回升。由於農田和牧場重新被改造運用，整體林地增加率高於森林砍伐率；但是由於城市持續發展，預估2050年還是有9.3萬平方公里的林地會消失。另外，其他問題也算是森林的持續損失，如林地破碎化及林地開發為城市的進程加快。

#### 東部森林瀕危物種
生物學家Stuart L.Pimm說，美國東部森林面積在1872年左右降到最低，相較1620年森林面積只剩48%。由於棲地喪失，林中特有的28種森林鳥類中，旅鴿、卡羅萊納長尾鸚鵡、象牙喙啄木鳥及黑胸蟲森鶯已經滅絕。

### 澳洲
維多利亞州和新南威爾士州殘存的赤桉樹林（包括莫瑞河上游Barmah-Millewa森林），被伐木工人大量機械化砍伐，破壞了本就稀有的棲息地。專家估計大約82%木料產自莫瑞-達令盆地南部及莫瑞河中游森林地區（如Barmah及Gunbower森林），其中九成是赤桉（Eucalyptus camaldulensis）。